# Eisenbahnmuseum Lužná u Rakovníka

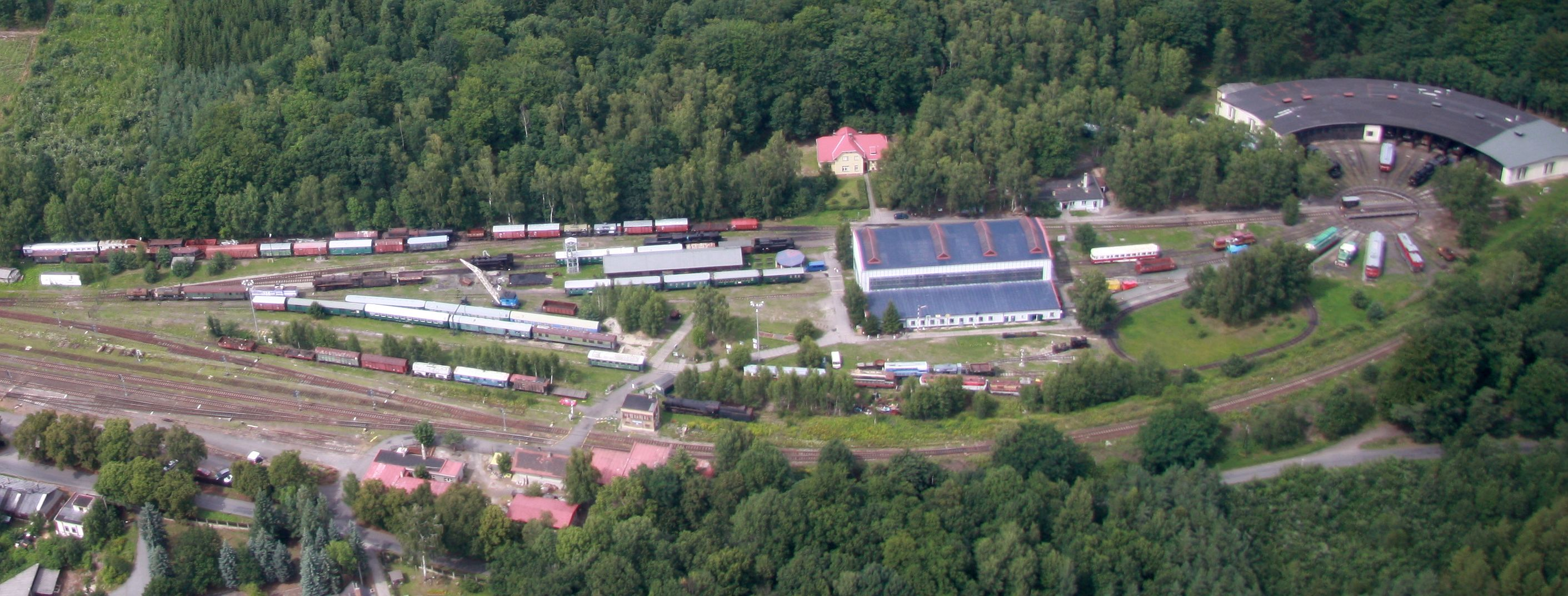
Luftbild des Museums

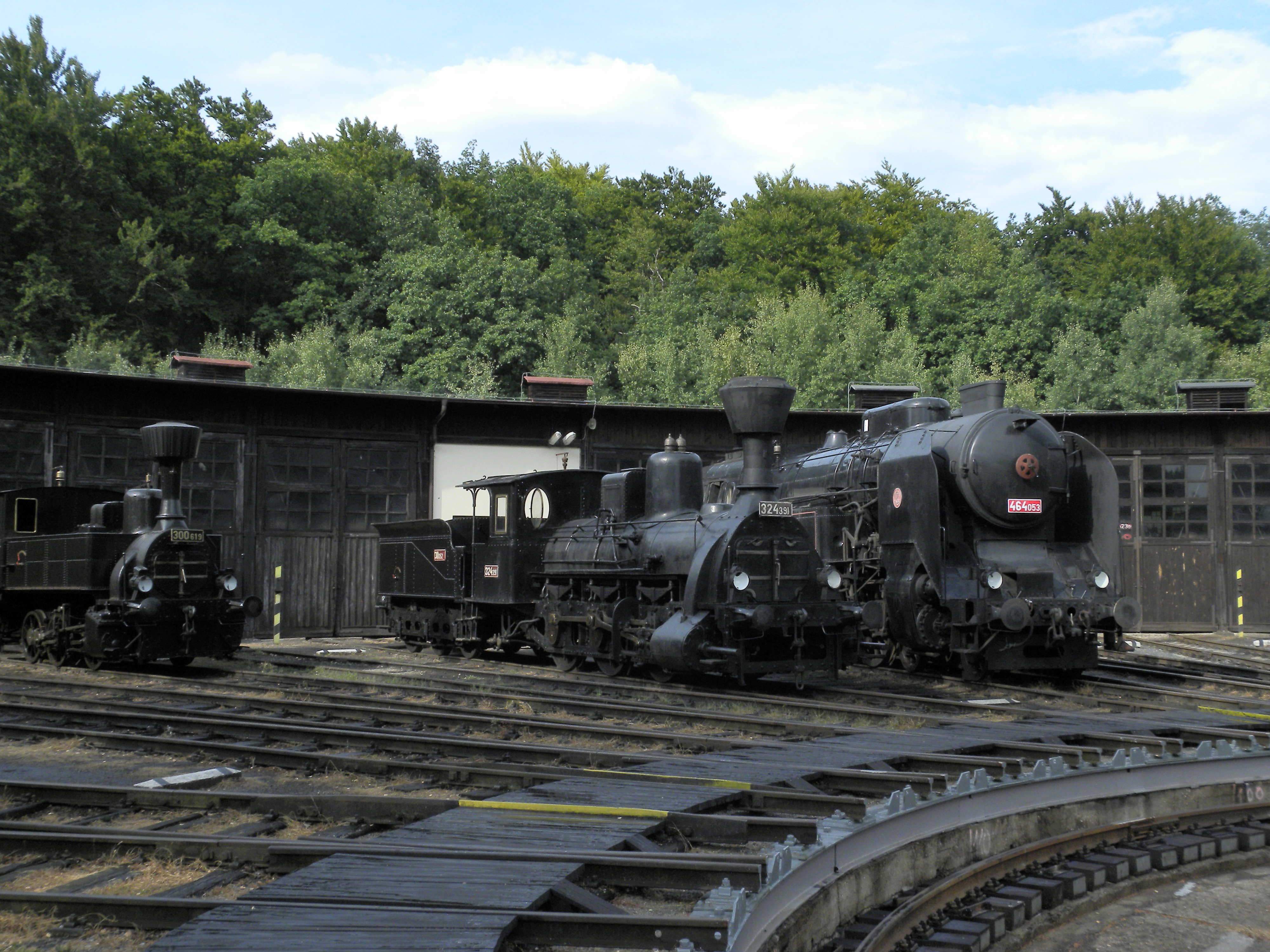
Dampflokomotiven vor dem Rundschuppen

Das Eisenbahnmuseum Lužná u Rakovníka der Tschechischen Eisenbahnen České dráhy (ČD) befindet sich in den Räumen eines ehemaligen Lokschuppens der Buschtěhrader Eisenbahn am mittelböhmischen Bahnhof Lužná u Rakovníka an der Kreuzung der Bahnstrecken Praha–Chomutov und Lužná u Rakovníka–Rakovník. Nach dem Technischen Nationalmuseum in Prag beinhaltet es die größte Sammlung von historischen Eisenbahnfahrzeugen in Tschechien.

## Geschichte

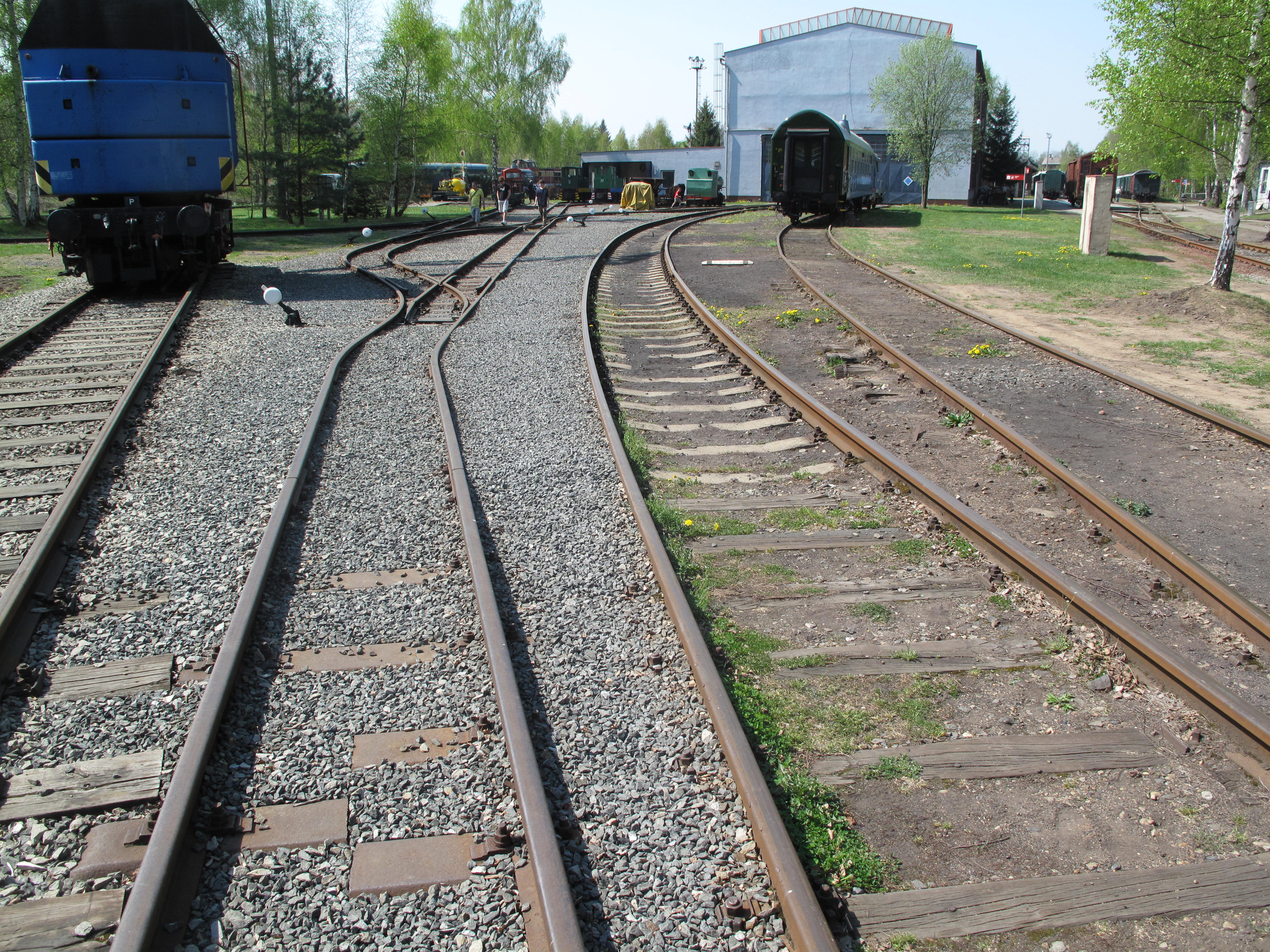
Normal- und Schmalspurgleise vor der Werkstätte

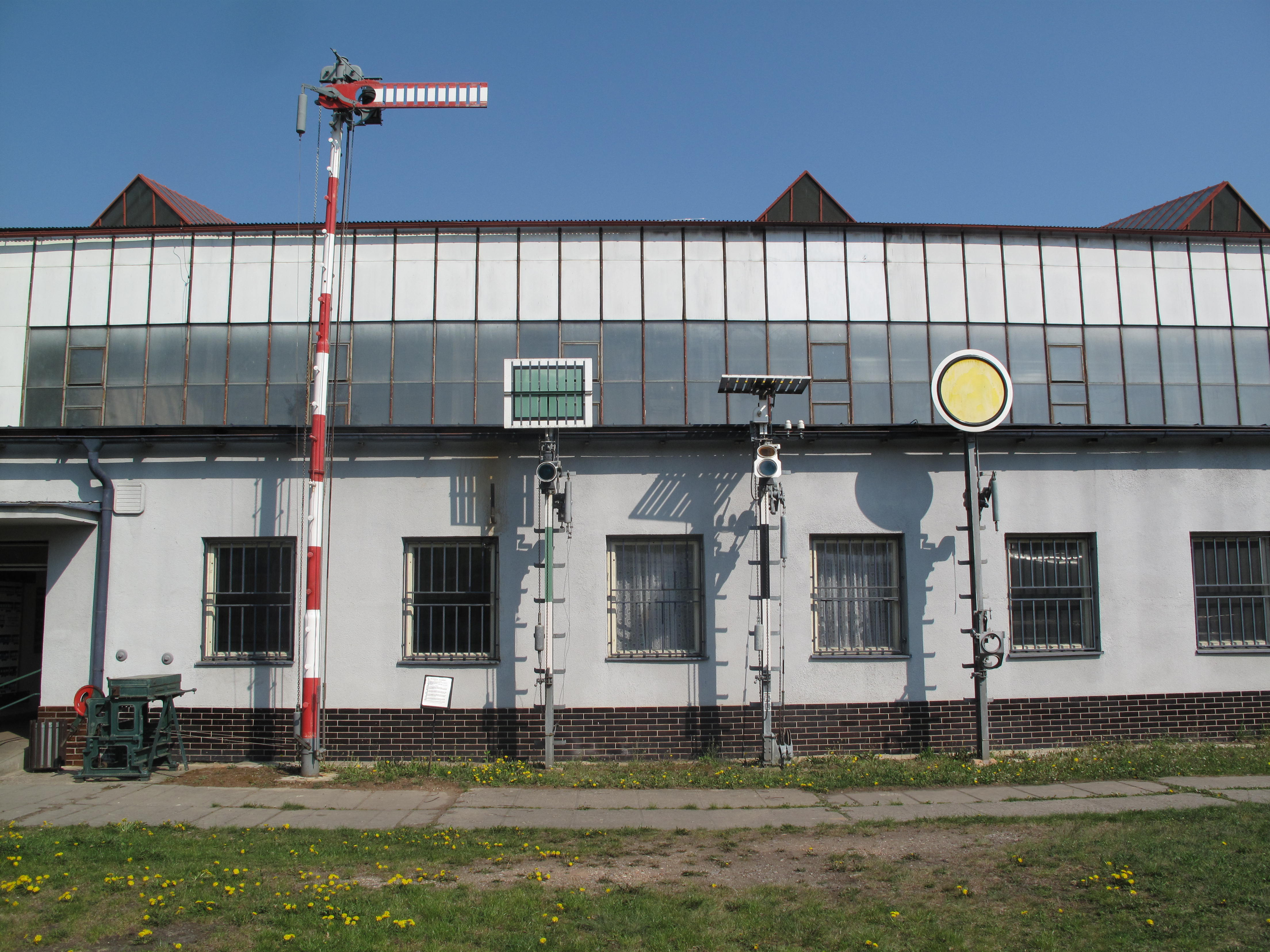
Werkstättengebäude, Seitenansicht und historische Signale

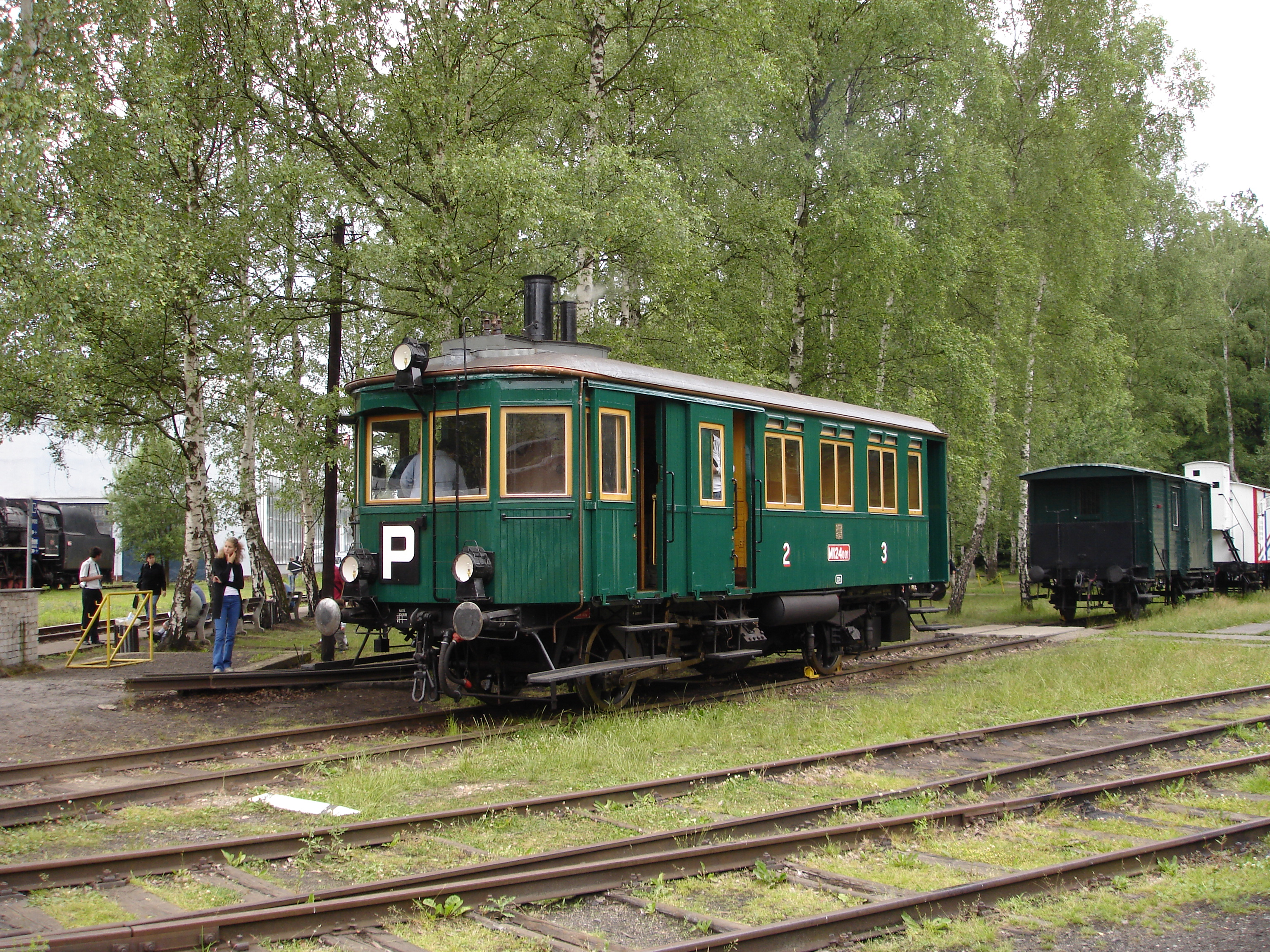
Regelmäßig in Luzna zu Gast war der Komarek-Dampftriebwagen M 124.01

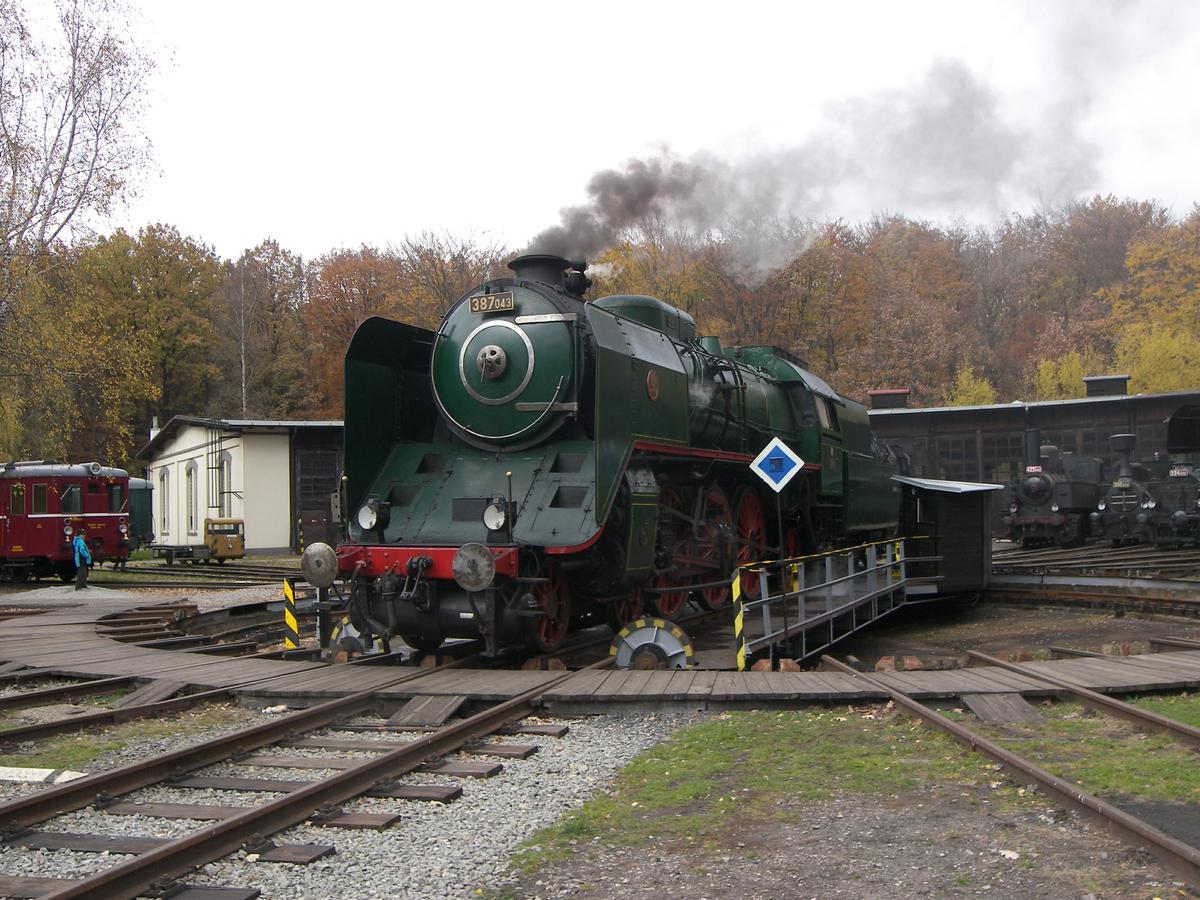
Mikádo-Lokomotive 387.043 vor dem Lokschuppen des Museums

### Bahnbetriebswerk
Die Geschichte der Museumsgebäude geht bis in das Jahr 1871 zurück. Dieses erste Bahnbetriebswerk erwies sich bald als zu klein und wurde bis 1924 zweimal umgebaut.
Bis 1979 waren Dampflokomotiven stationiert, obwohl mit dem Aufkommen der Motorlokomotiven schrittweise die Aufarbeitung dieser Fahrzeuge in den Vordergrund rückte. In den 1980er Jahren wurde die alte Dampflokwerkstatt abgerissen und an dessen Stelle eine Neubauhalle zur Untersuchung von Dieselloks erbaut. 1996 wurde das Bw geschlossen.

### Museum
1997 setzten sich verschiedene Vereine für den Erhalt des Lokschuppens ein und so entstand auf dem Gelände ein Eisenbahnmuseum. Im gleichen Jahr wurden erste Veranstaltungen durchgeführt. Seit der Übernahme 1999 betreibt die Tschechische Staatsbahn das ehemalige Werk als Museum, im Rahmen eines Depots für historische Fahrzeuge (Depo historických vozidel).
Nach dem Ende der Dampftraktion hatte das Betriebswerk seine Berechtigung verloren. Viele Relikte aus der Dampflokzeit wie Lokschuppen, Drehscheibe, Wasserkran und Kohlebansen sind erhalten, so dass noch Dampflokbetrieb durchgeführt werden kann.
Das Museum liegt abseits des Bahnhofes Lužná u Rakovníka, so dass die Besucher den Eisenbahnbetrieb nicht behindern. Es ist durch die Eisenbahnstrecken von Chomutov, Prag und Louny sowie durch den Individualverkehr gut zu erreichen. Die meisten Ausstellungsstücke sind im 14-ständigen Lokschuppen untergebracht, im Freigelände können Exponate ausgestellt werden. Sämtliche im Museum vorhandenen Fahrzeuge werden auf einer elektronischen Tafel im Eingangsbereich angezeigt, für verschiedene Fahrzeuge existieren mehrsprachige Erläuterungen.
Bei Veranstaltungen werden Fahrzeuge aus anderen Museen ausgestellt, verbunden mit Sonderfahrten in die Umgebung oder auf dem Bahnhofsgelände. Dazu kommen Nachtfototermine mit Beleuchtung.
Neben dem Lokschuppen befindet sich eine Werkstatt, in der Reparaturen bis zum Umfang einer Hauptuntersuchung durchgeführt werden können. In der Werkstatt und dem Rundschuppen sind Originalteile von Lokomotiven ausgestellt, an denen die Wirkungsweise einer Stoker-Feuerung oder eines Doppelblasrohres erklärt wird.

## Exponate (Auswahl)
Das Museum besitzt keinen festen Stamm von Museumsfahrzeugen. Die turnusmäßig ausgestellten Fahrzeuge gehören zum Zentrum der historischen Fahrzeuge der tschechischen Eisenbahnen (CHV), das alle historischen Fahrzeuge des Landes übernommen hat und deren Aufarbeitung organisiert.

### Dampflokomotiven
Im Bestand des Museums sind Fahrzeuge aus der Zeit der k.k. Staatsbahnen bis zum Ende der Dampflokzeit bei der ČSD.

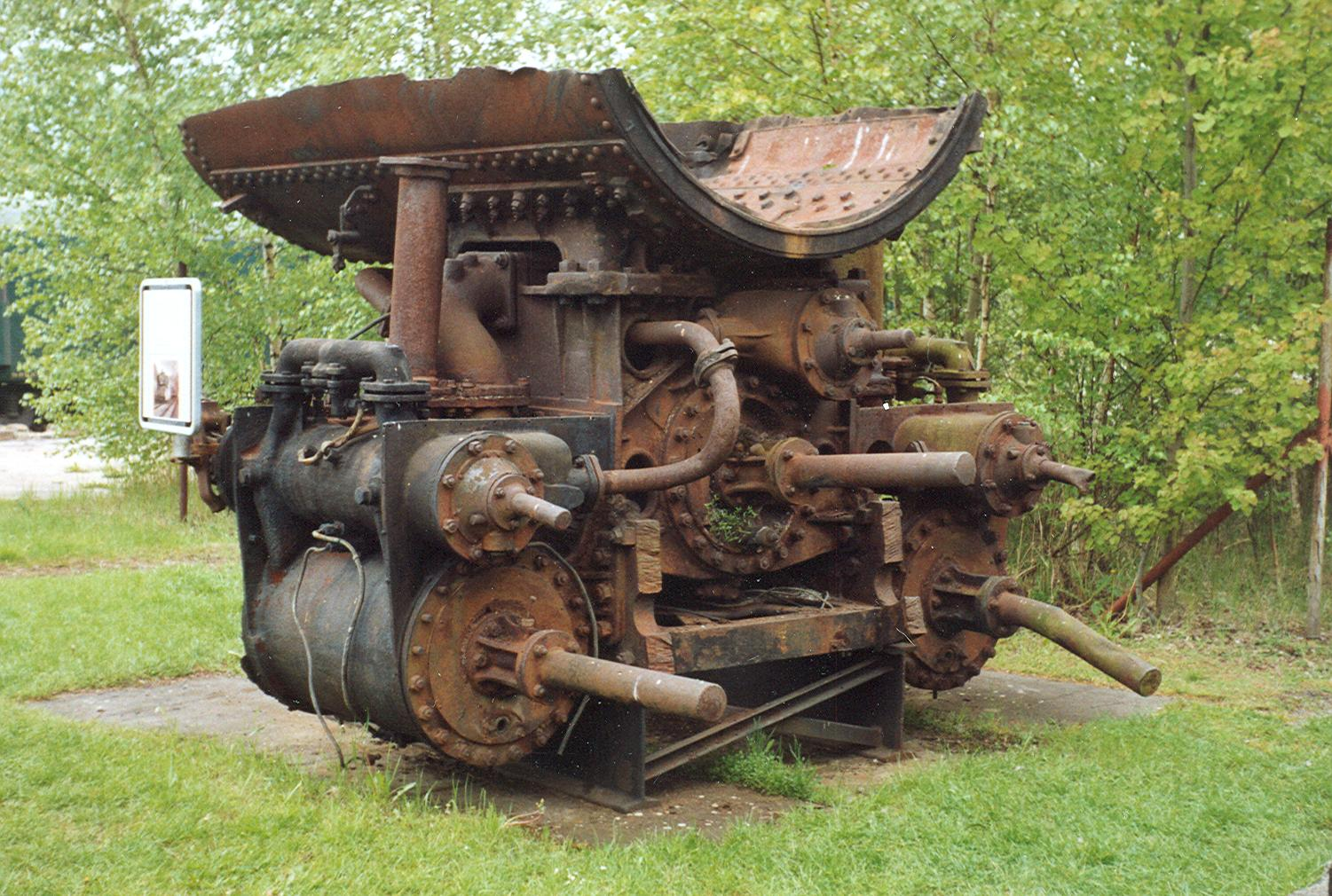
Zylinderblock einer Lokomotive der Reihe 387.0

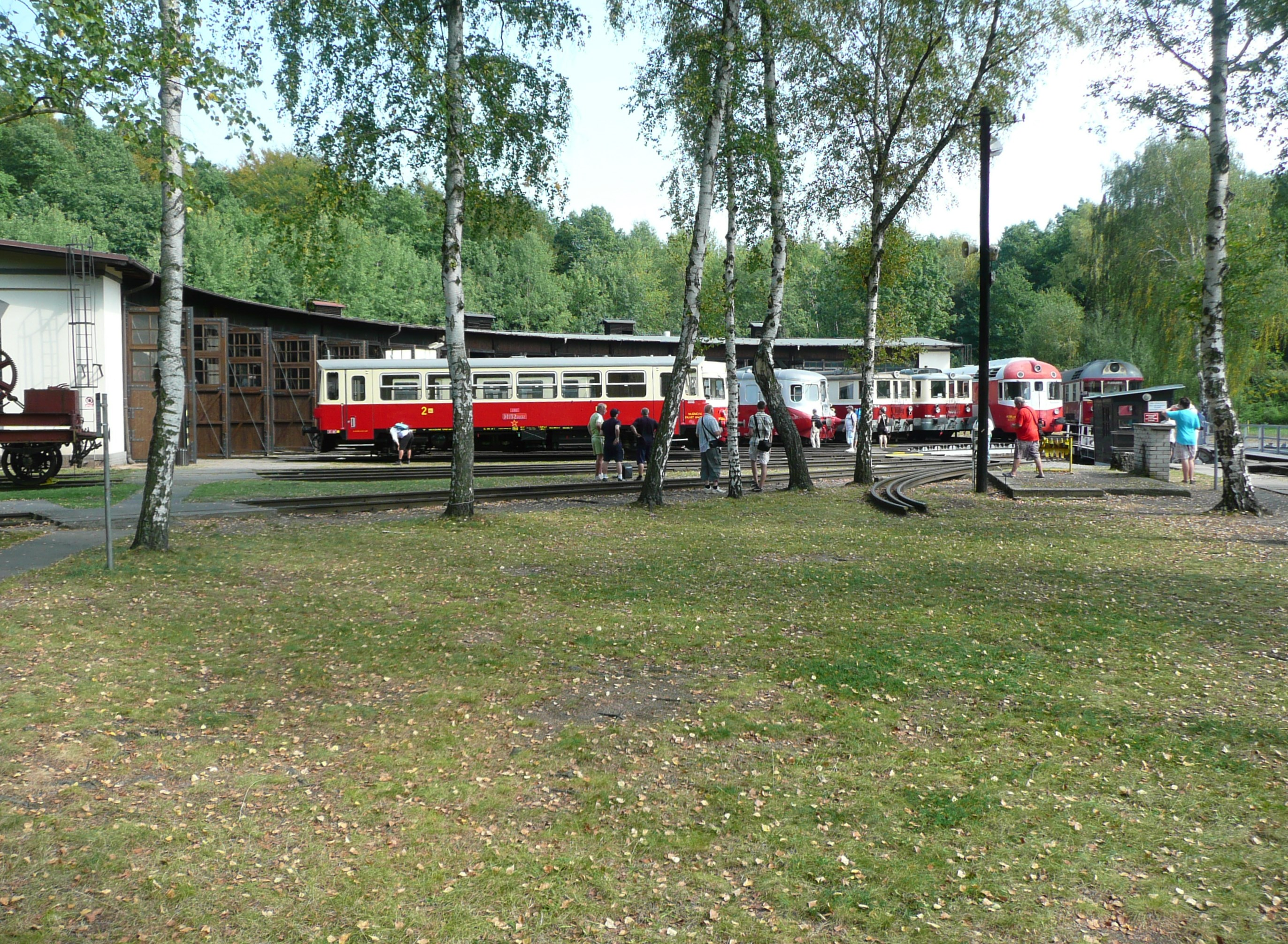
Ausstellungsfläche am Rundlokschuppen mit der Drehscheibe während einer Triebwagenausstellung

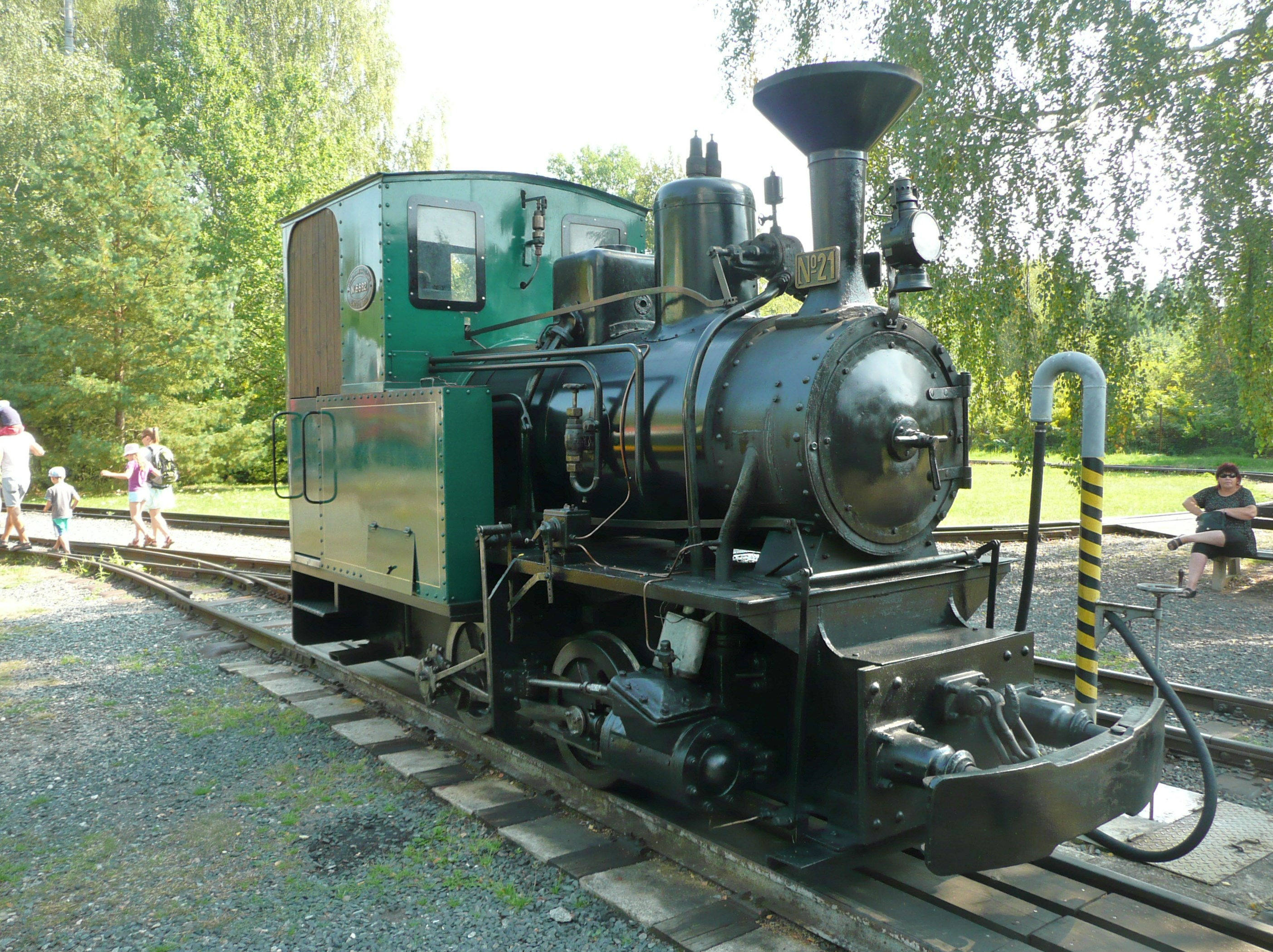
Zweiachsige Industrielokomotive Nr. 6682 auf der Schmalspurbahn

- Auflistung der in Luzna stationierten Dampflokomotiven[5]

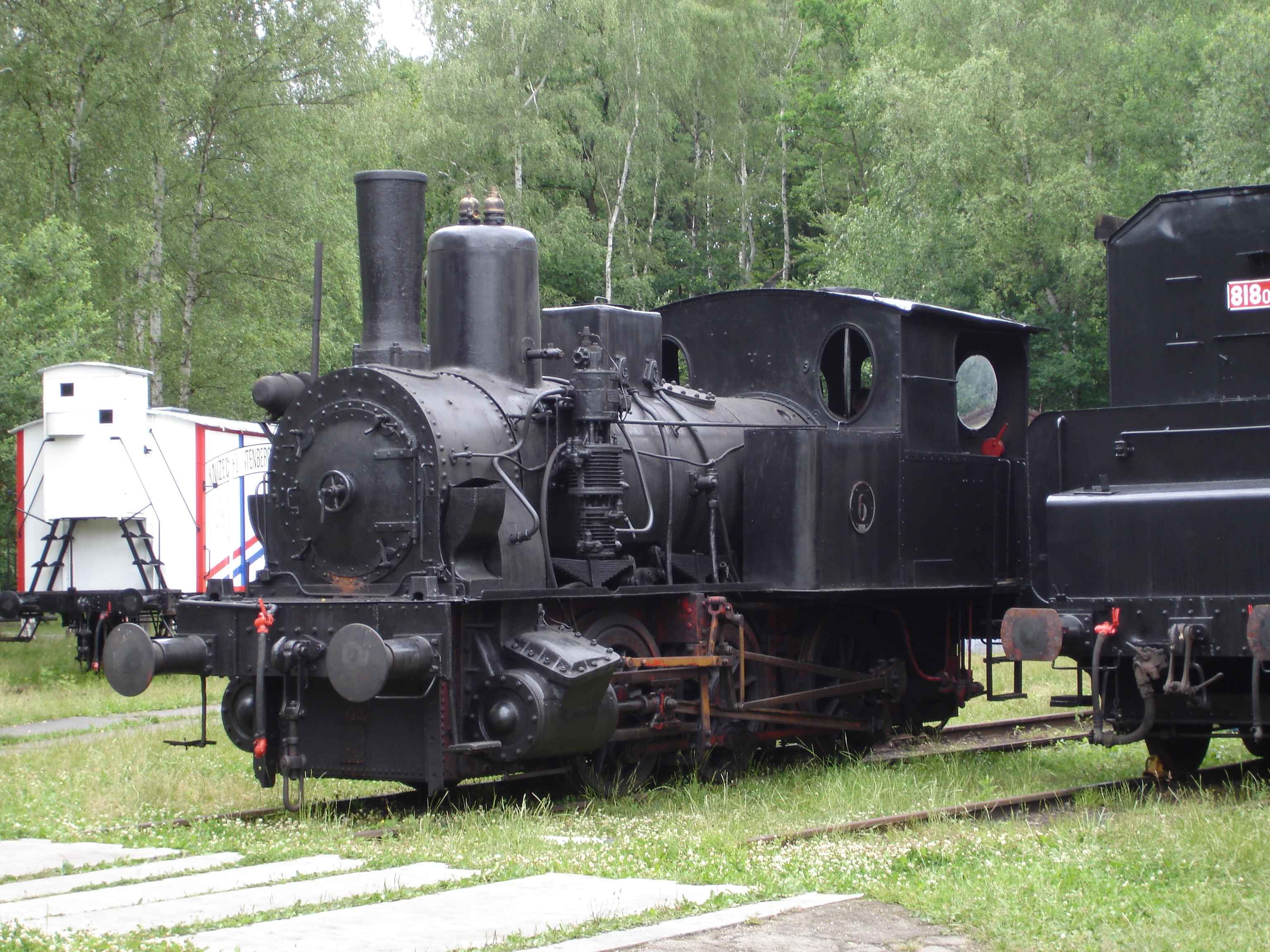
KND Nr. 6
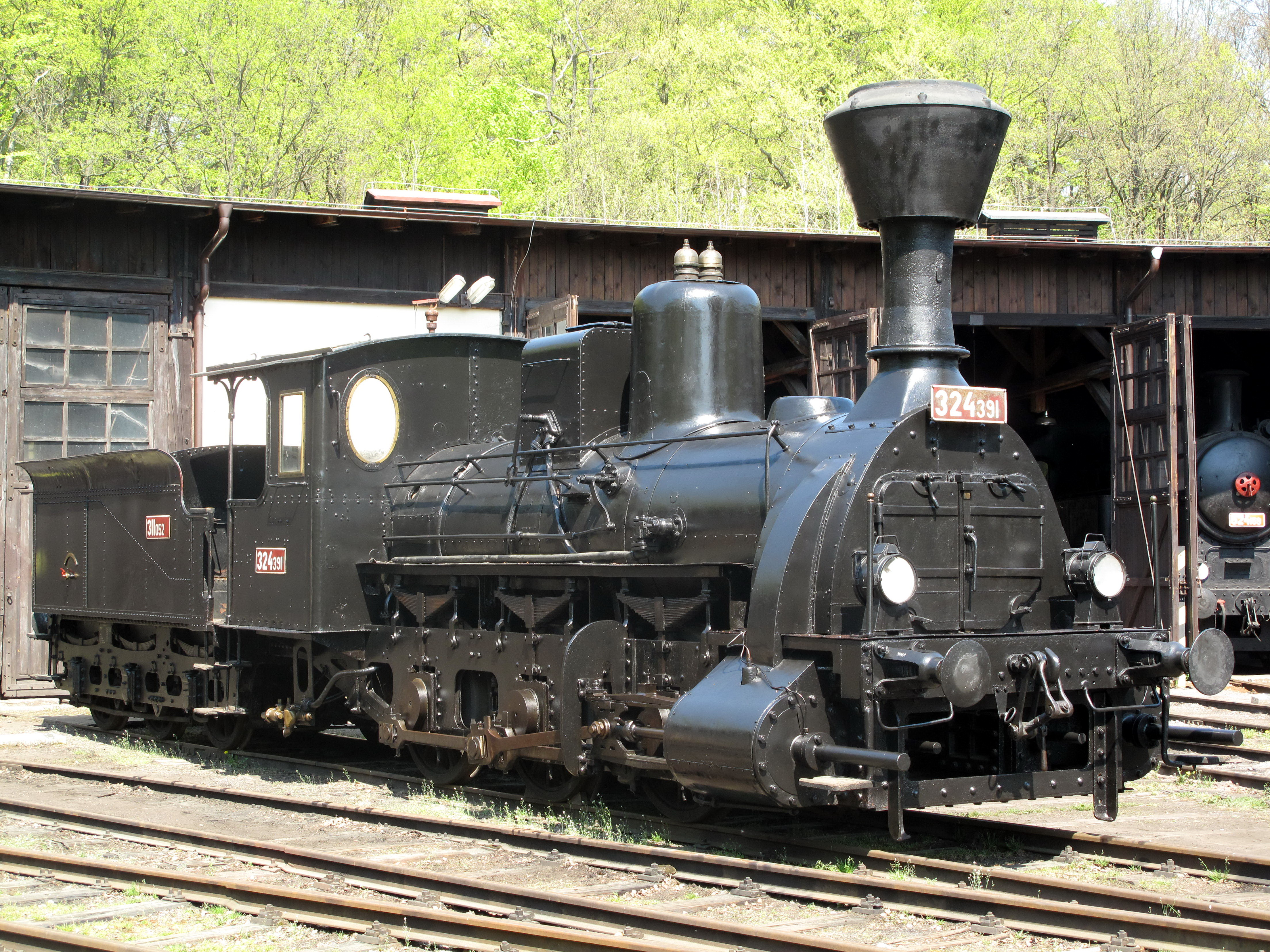
324.391
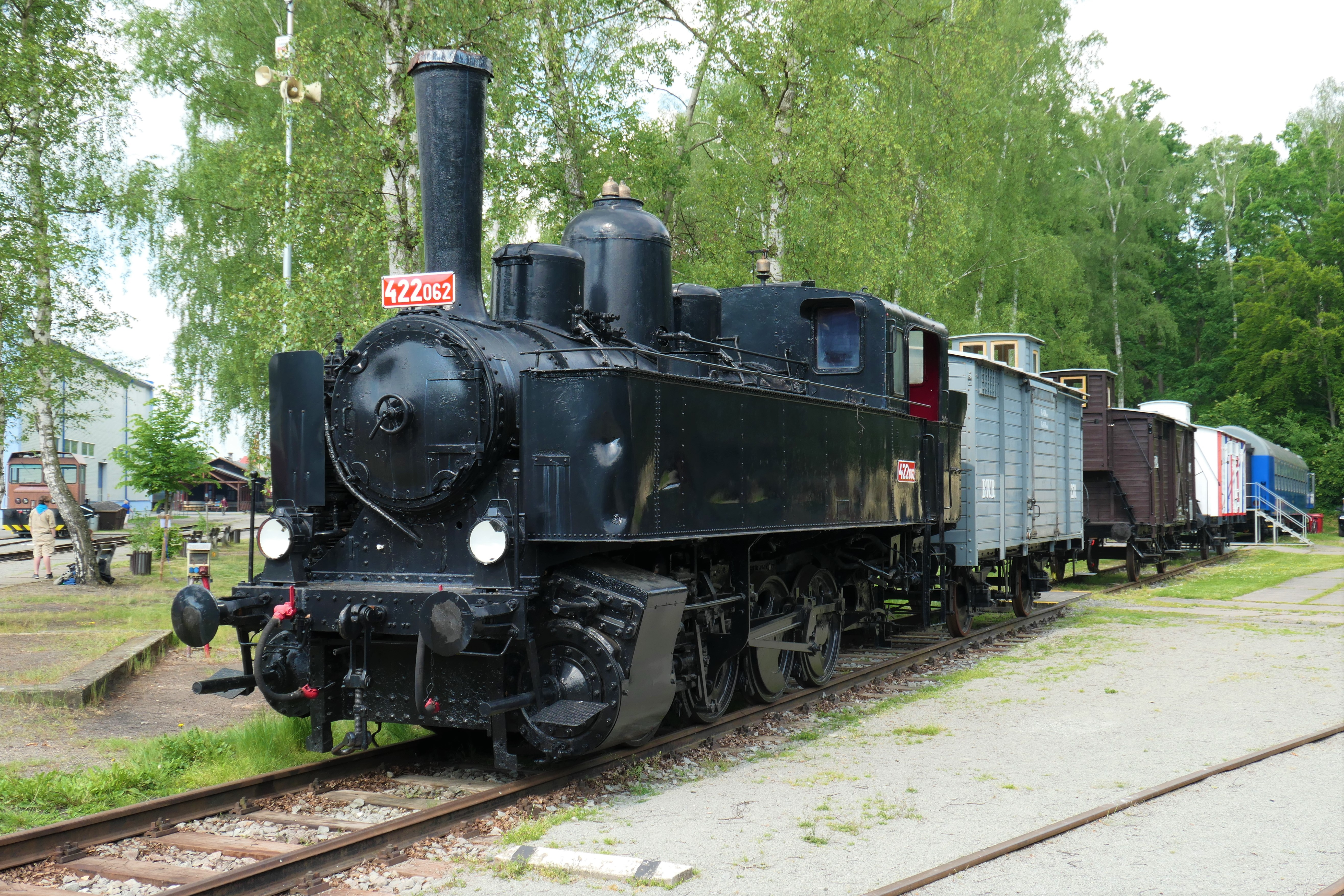
422.062
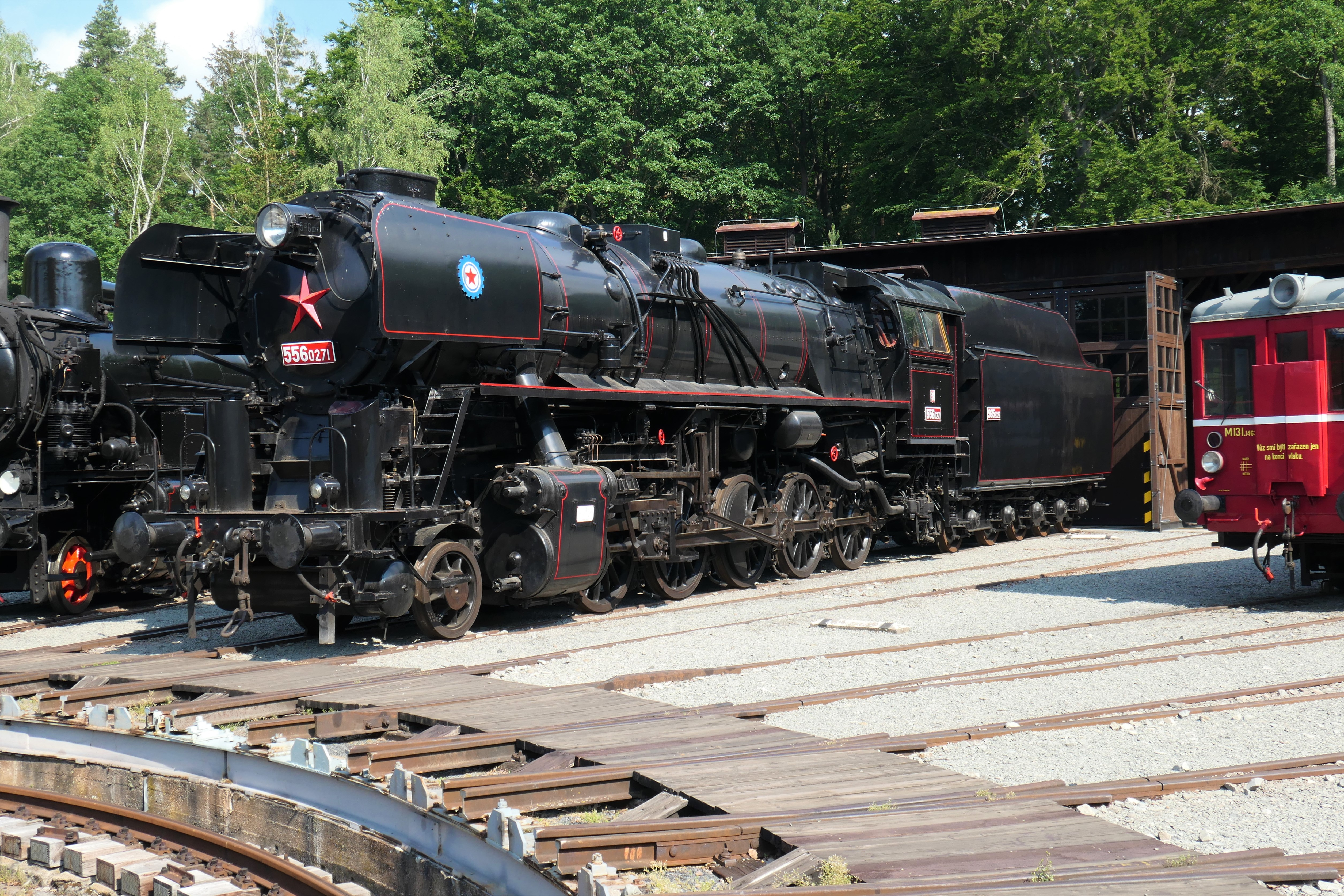
556.0271

### Diesellokomotiven
Im Museum ist eine Wehrmachtslokomotive WR 360 C 14 aus der Zeit vor dem Zweiten Weltkrieg vorhanden. Alle anderen Fahrzeuge (Schmalspur und Normalspur) stammen außer von inländischen Herstellern ČKD Prag bzw. SMZ Dubnica und aus der Produktion der Lokomotivfabrik Luhansk. Es gehören die beiden Prototypen T 669.0001 bzw. T 478.3001 sowie Fahrzeuge aus der Nullserie der ČSD-Baureihe T 478.1 zum Bestand.
- Auflistung der in Luzna stationierten Diesellokomotiven[6]

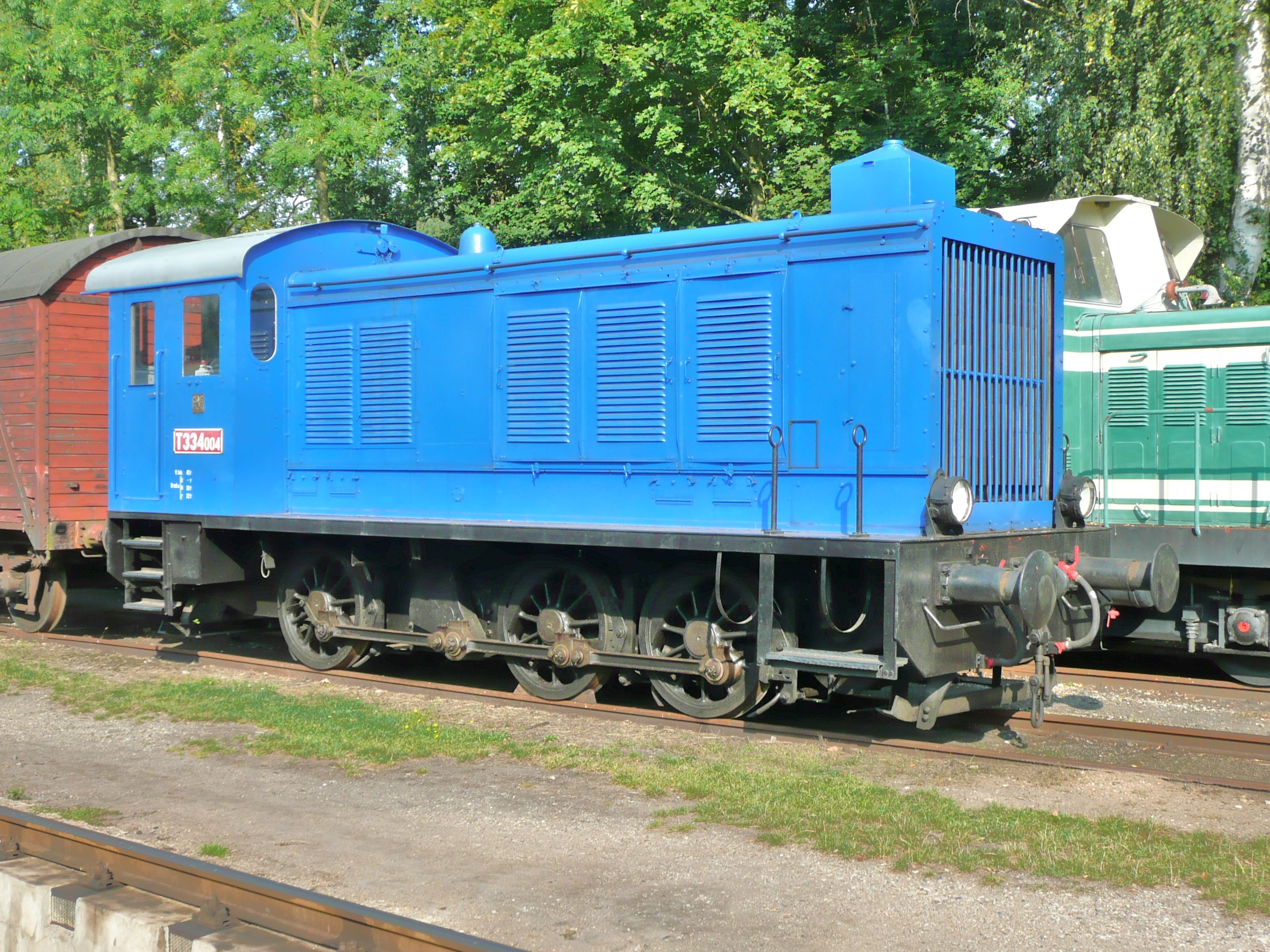
T 334.004
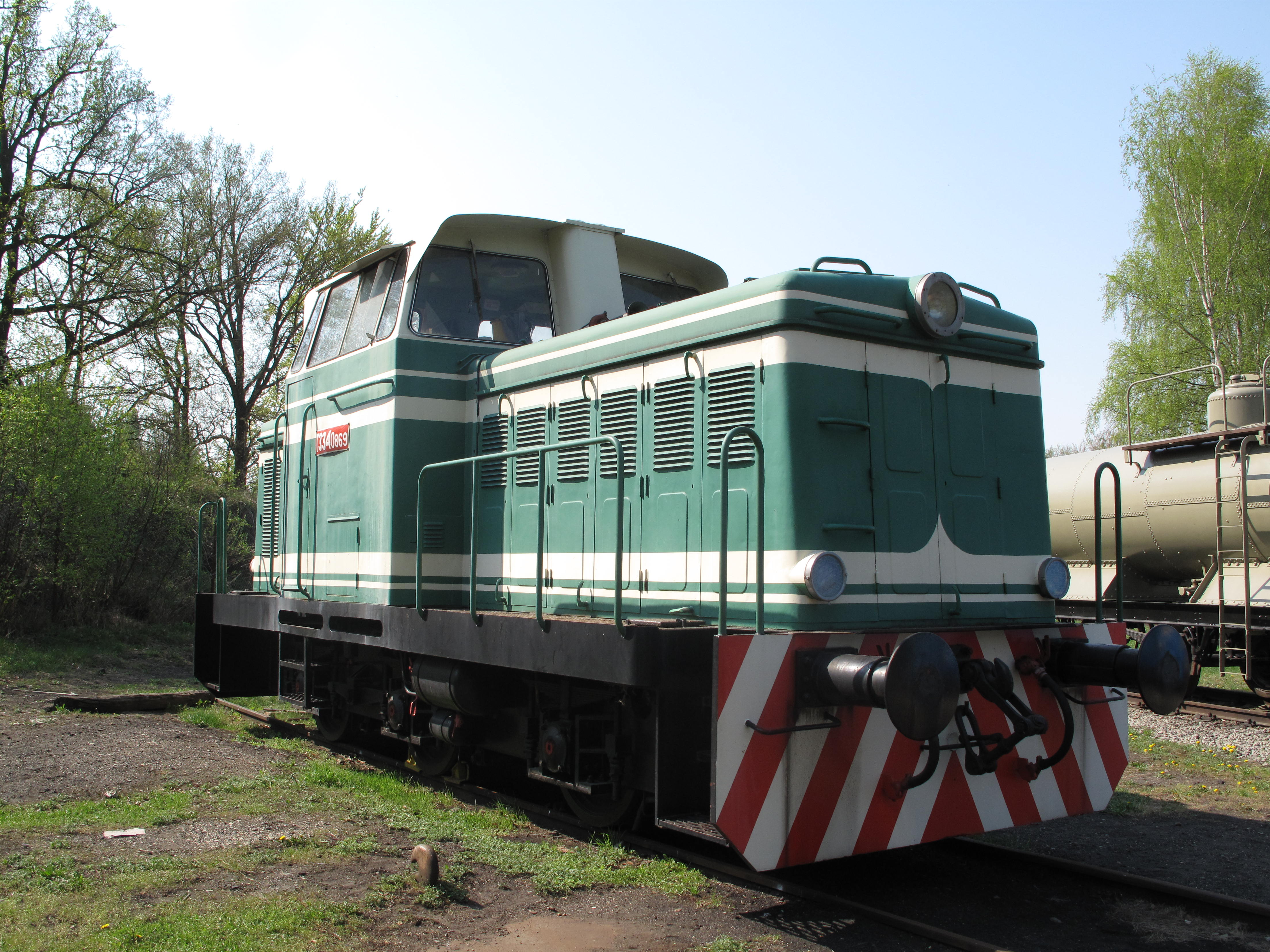
T 334.0869
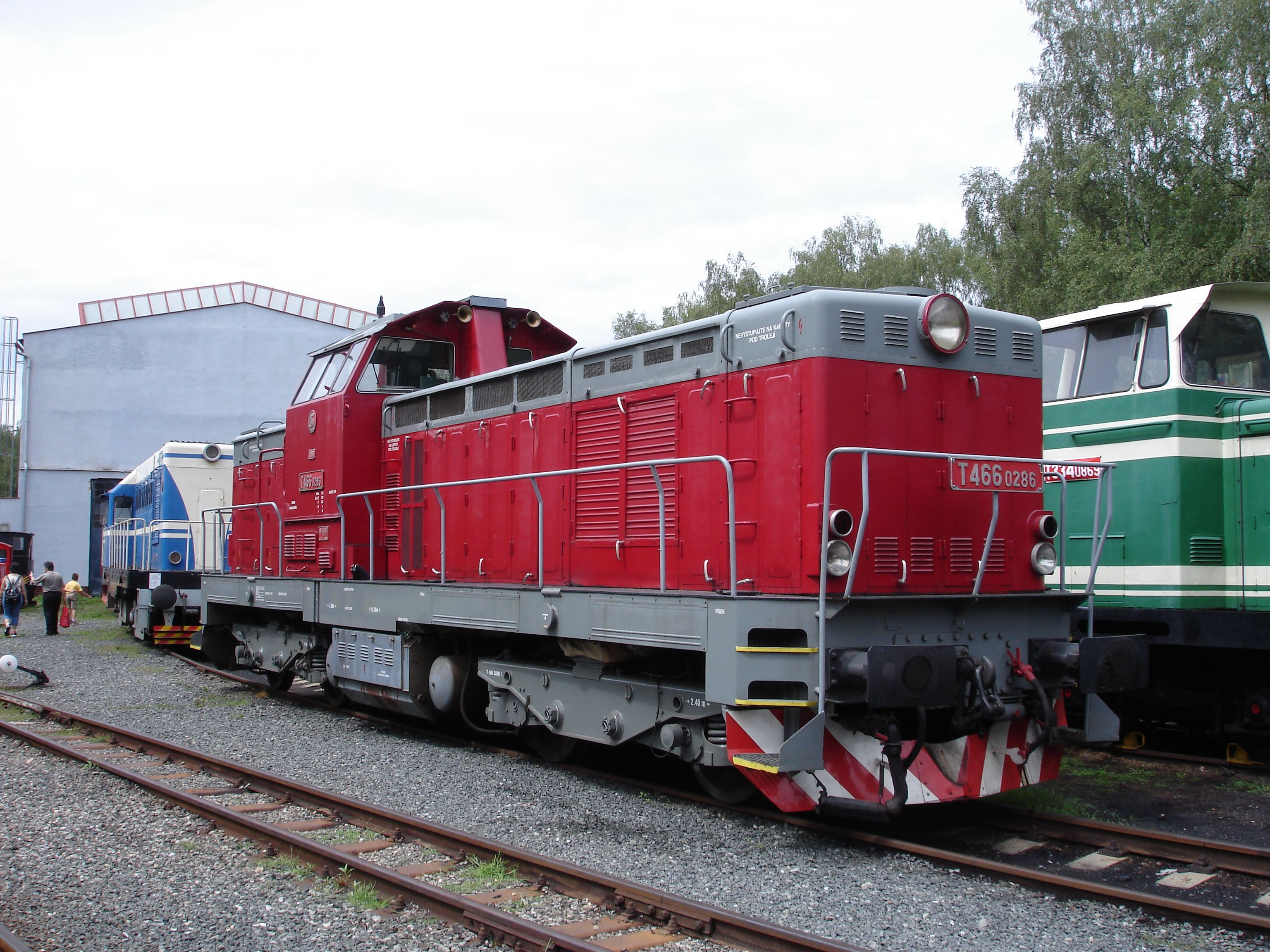
T 466.0258
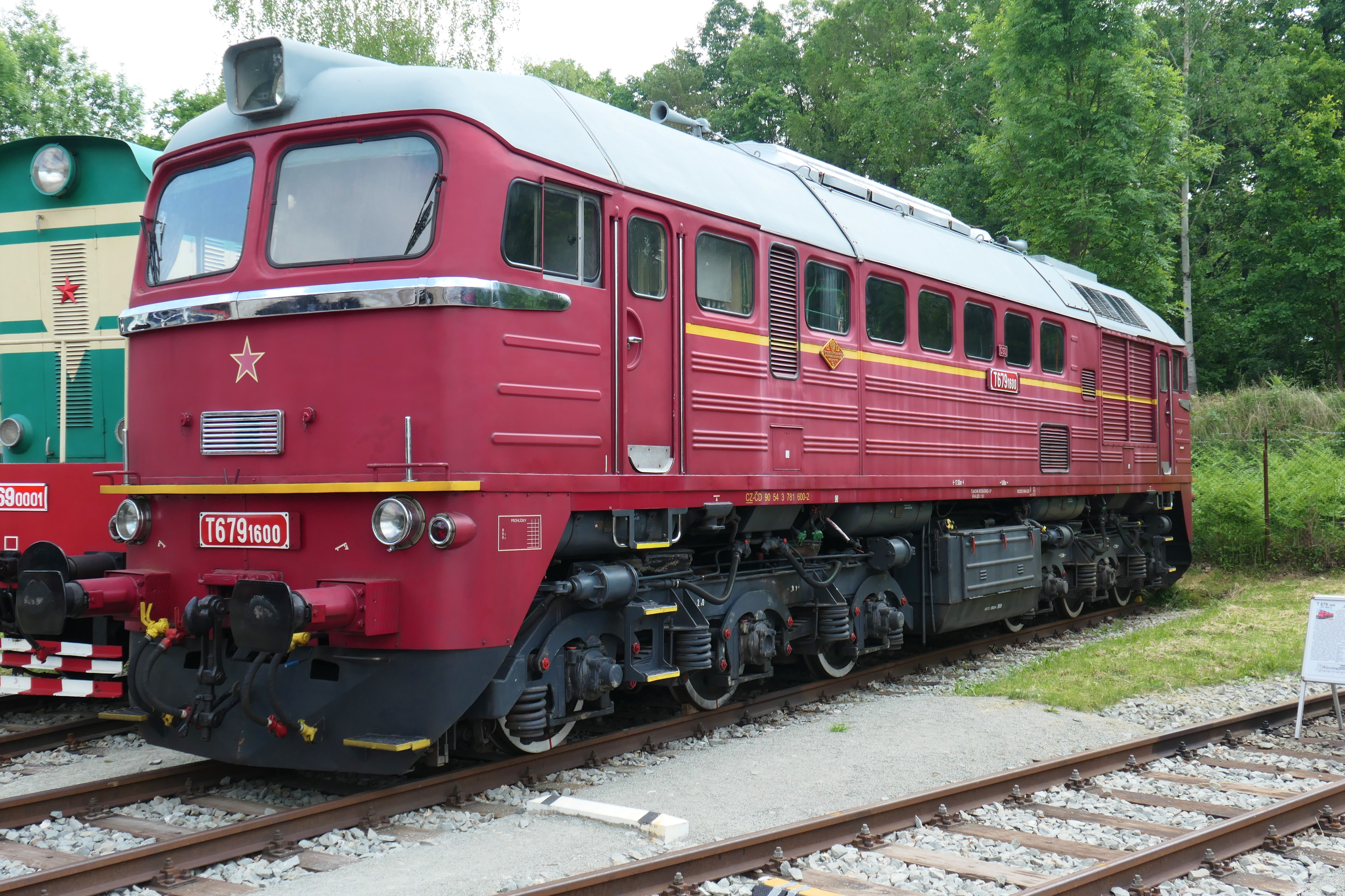
T 679.1600

### Elektrolokomotiven
Im Museum befinden sich einige Akkulokomotiven sowie Lokomotiven für Wechselstrom bzw. Lokomotiven für Gleichstrom, alle hergestellt von Škoda, Plzeň.
- Auflistung der in Luzna stationierten Elektrolokomotiven[7]

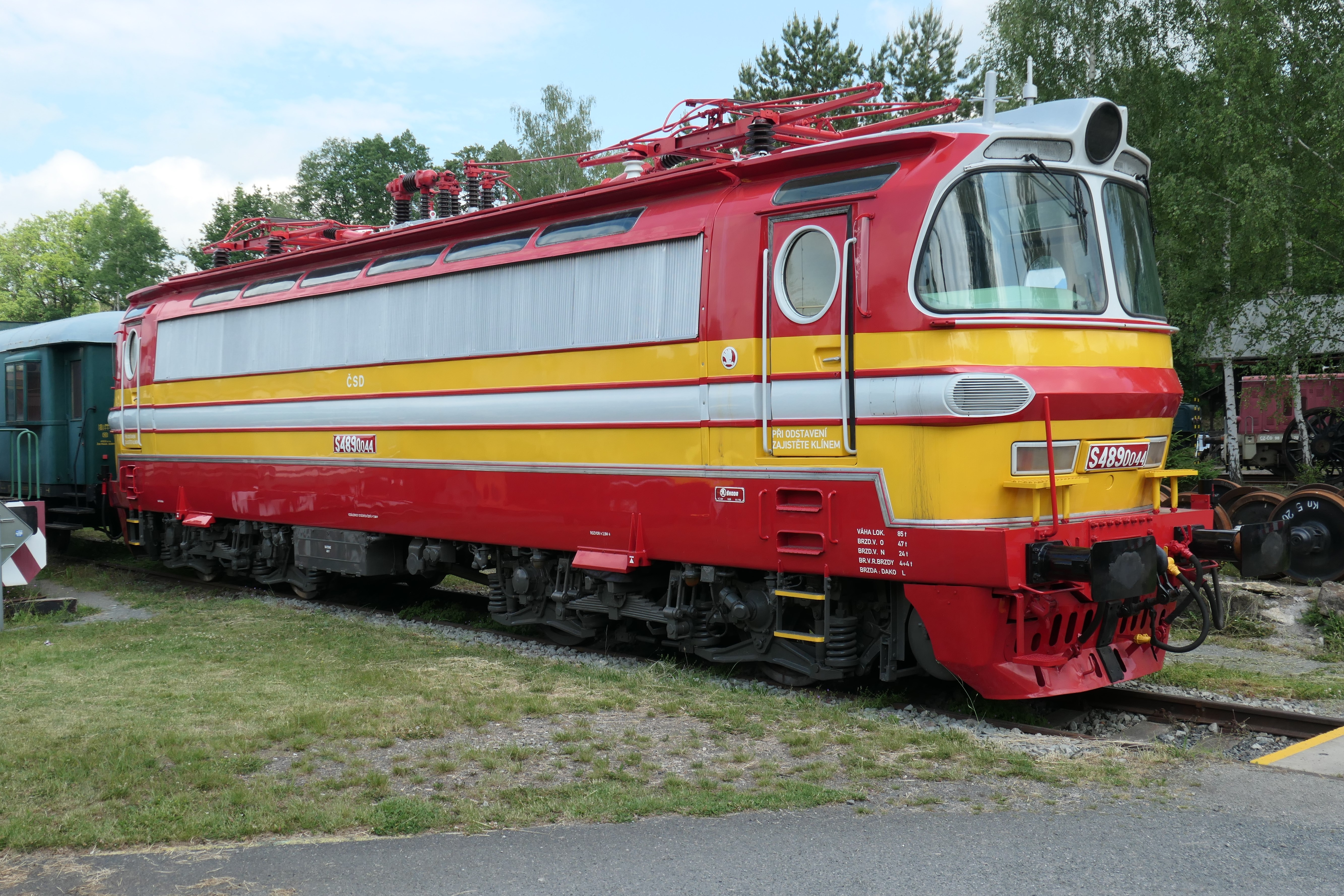
S 489 0044
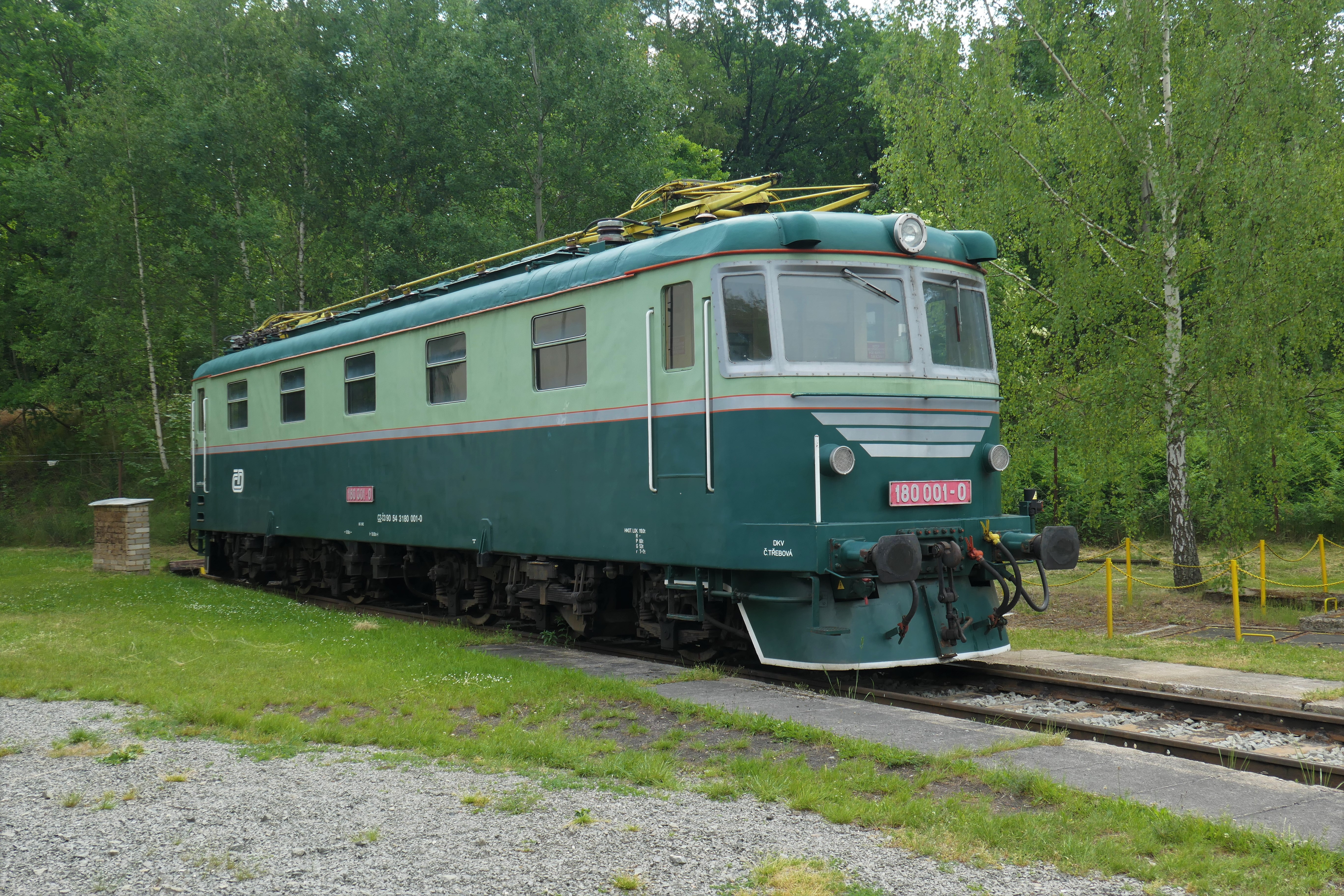
E 669.0001
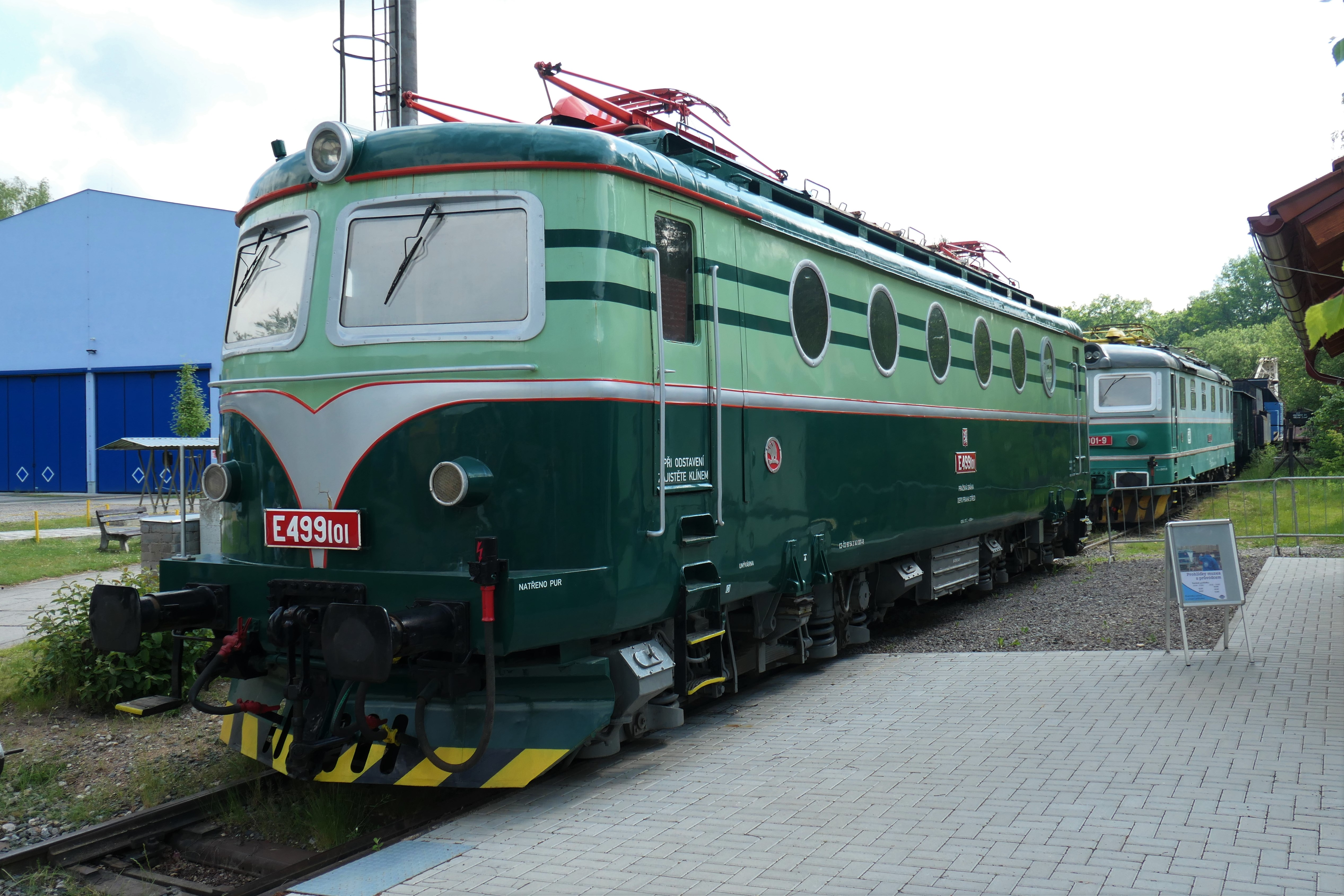
E 499.101

### Motortriebwagen
Oft ausgestellt ist der Tatra-Turmtriebwagen M 120.417 von Tatra Kopřivnice. Ein weiteres historisches Fahrzeug ist der M 260.001 von ČKD Praha aus dem Jahr 1939. Von den Nachkriegstriebwagen M 262.0, M 240.0 und M 152.0 ist jeweils ein Fahrzeug im betriebsfähigen Zustand. In der Museumsliste aufgeführt ist der Prototyp des M 286.0 mit der Inventarnummer 0001, der in Olomouc beheimatet ist. Alle aufgeführten Nachkriegstriebwagen wurden bei der Vagonka Tatra Studénka produziert.
- Auflistung der in Luzna stationierten Motortriebwagen[8]

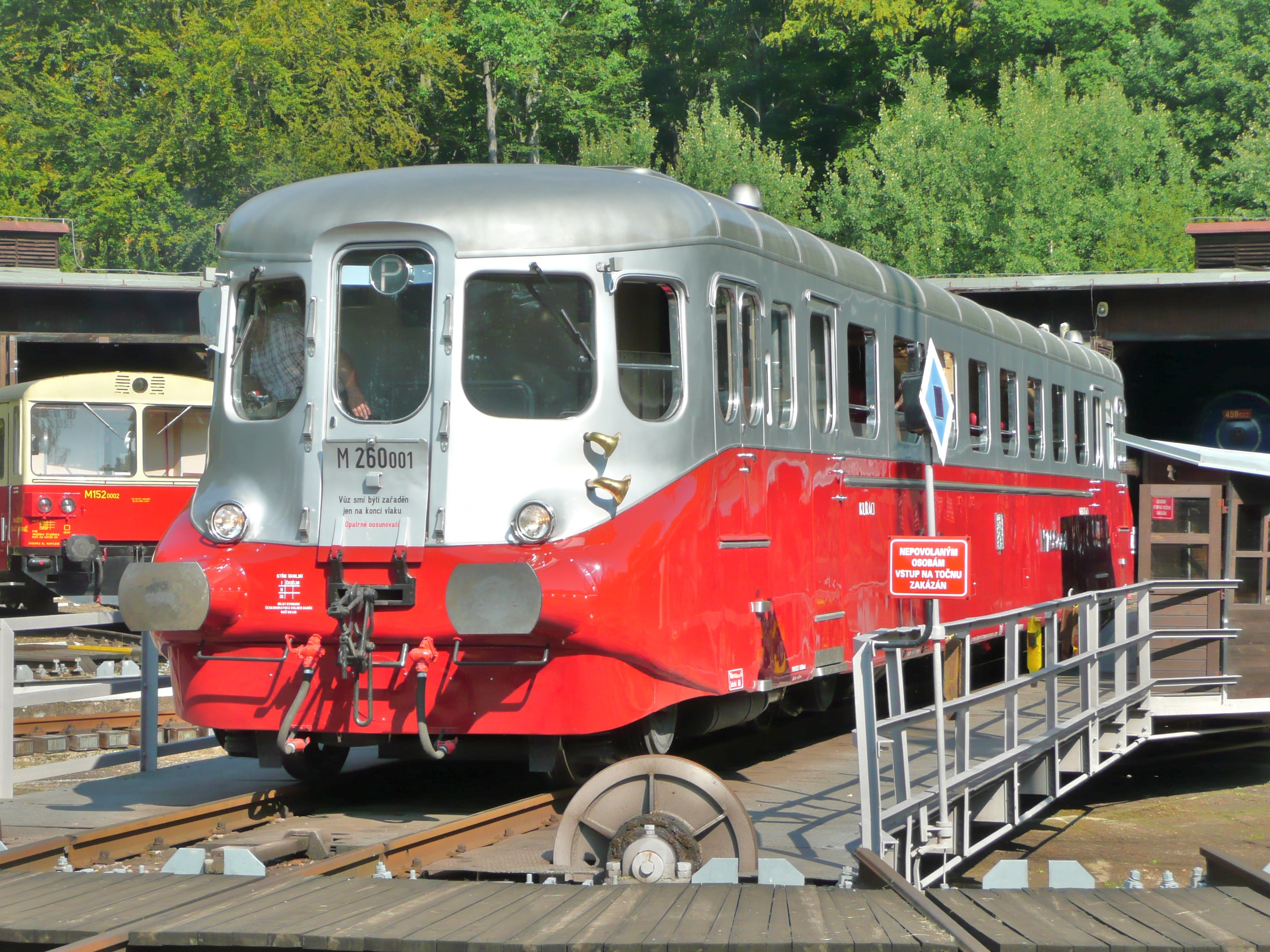
M 260.001
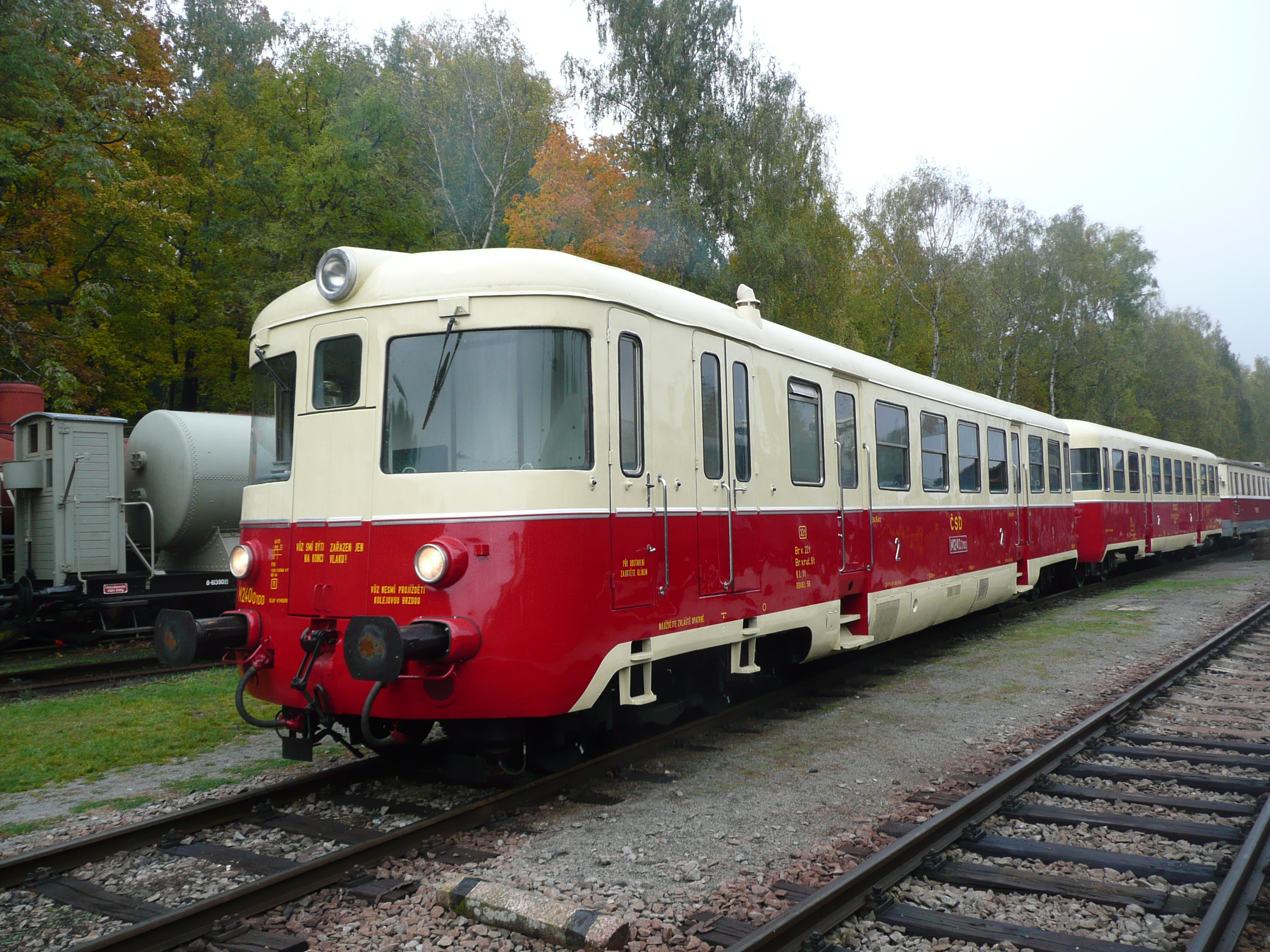
M 240.0100
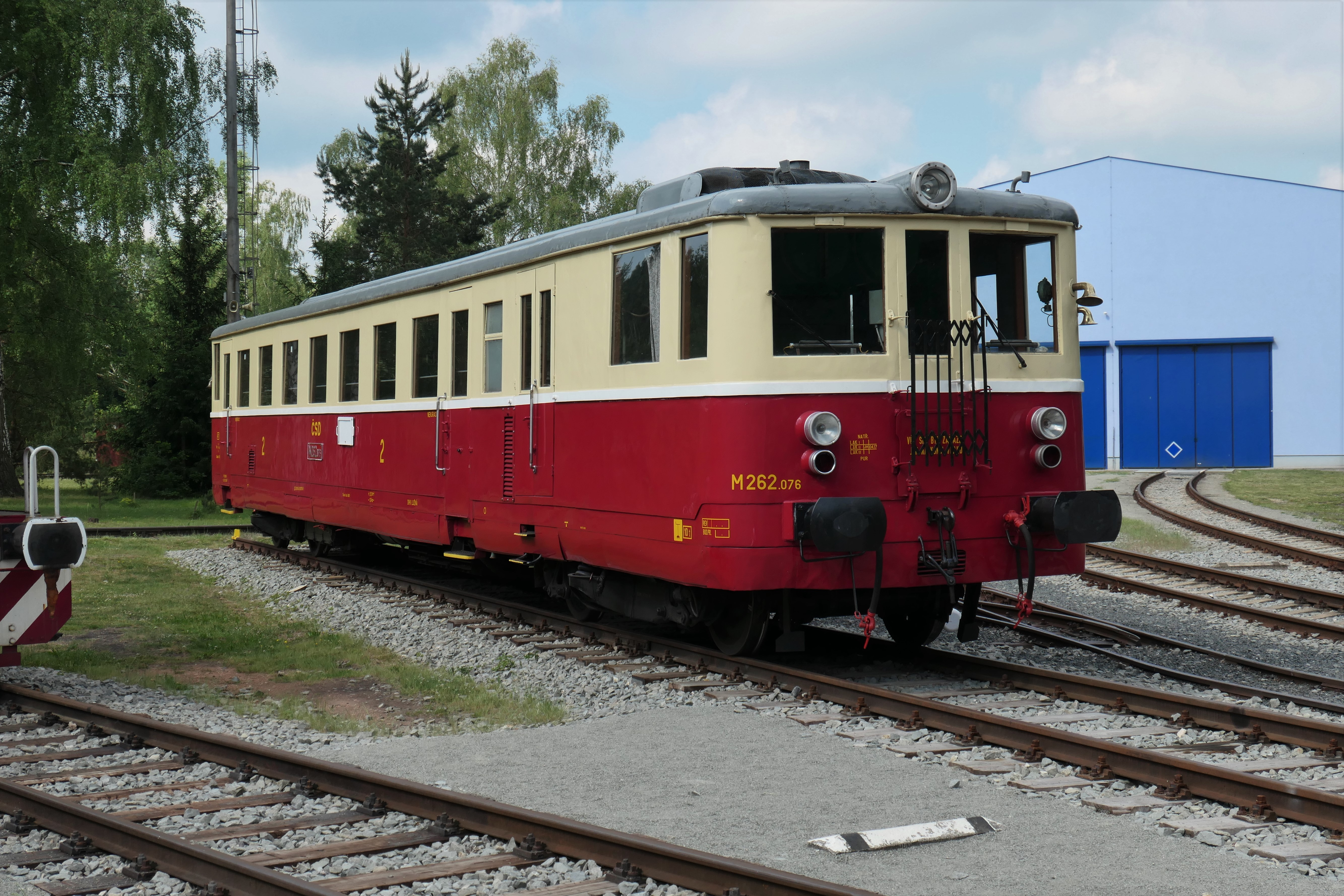
M 262.076
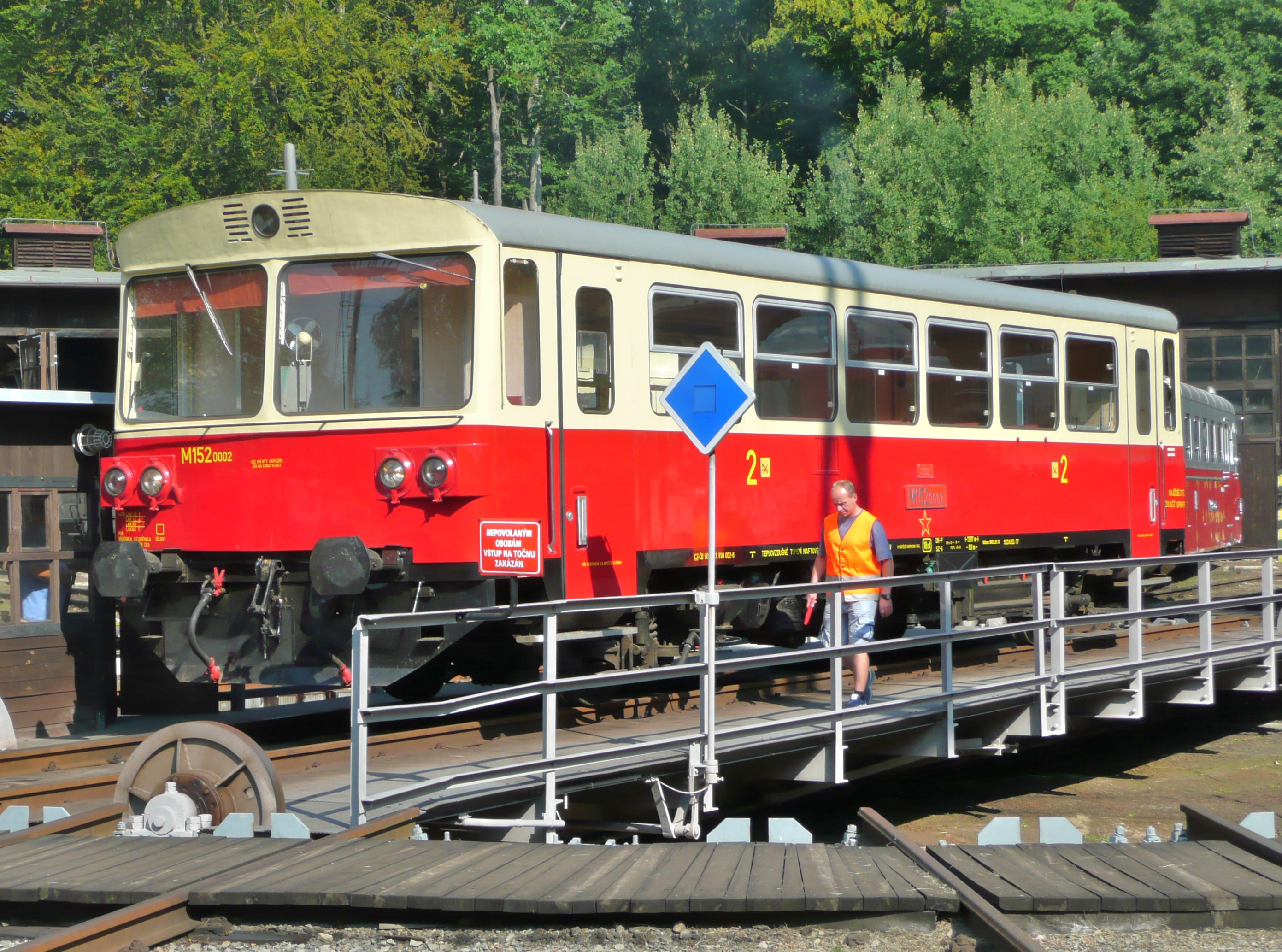
M 152.0002

### Elektrotriebwagen
Auf der Museumsliste sind die Fahrzeuge EM 400.001 (gefertigt 1903 von František Křižík, Prag und Ringhoffer, Smichow) sowie der EM 475.1045 (gefertigt 1964 von Vagonka Tatra Studénka) aufgeführt, obwohl beide Fahrzeuge nicht im Museum beheimatet sind.
- Auflistung der in Luzna stationierten Elektrotriebwagen[9]

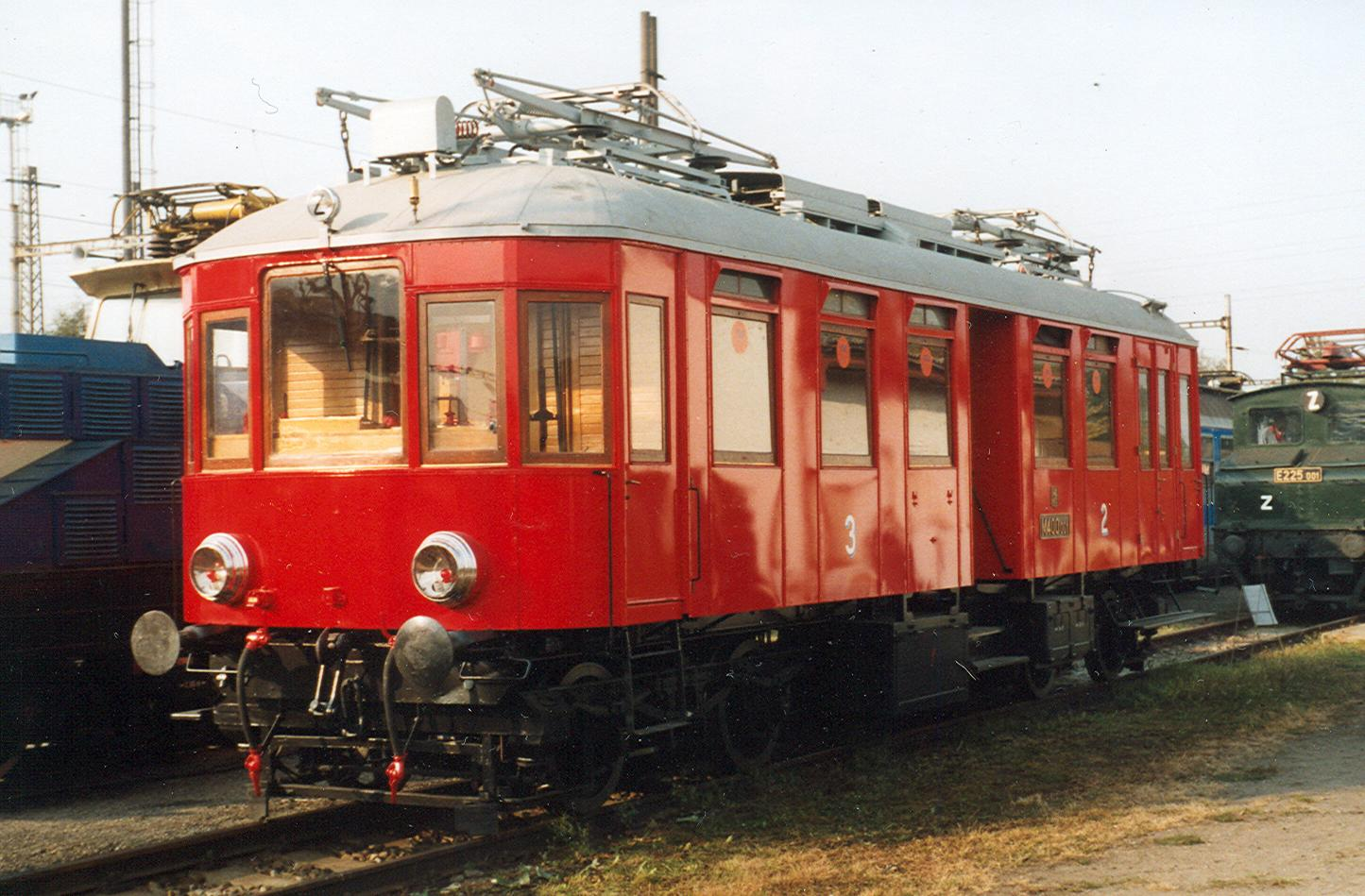
M 400.001
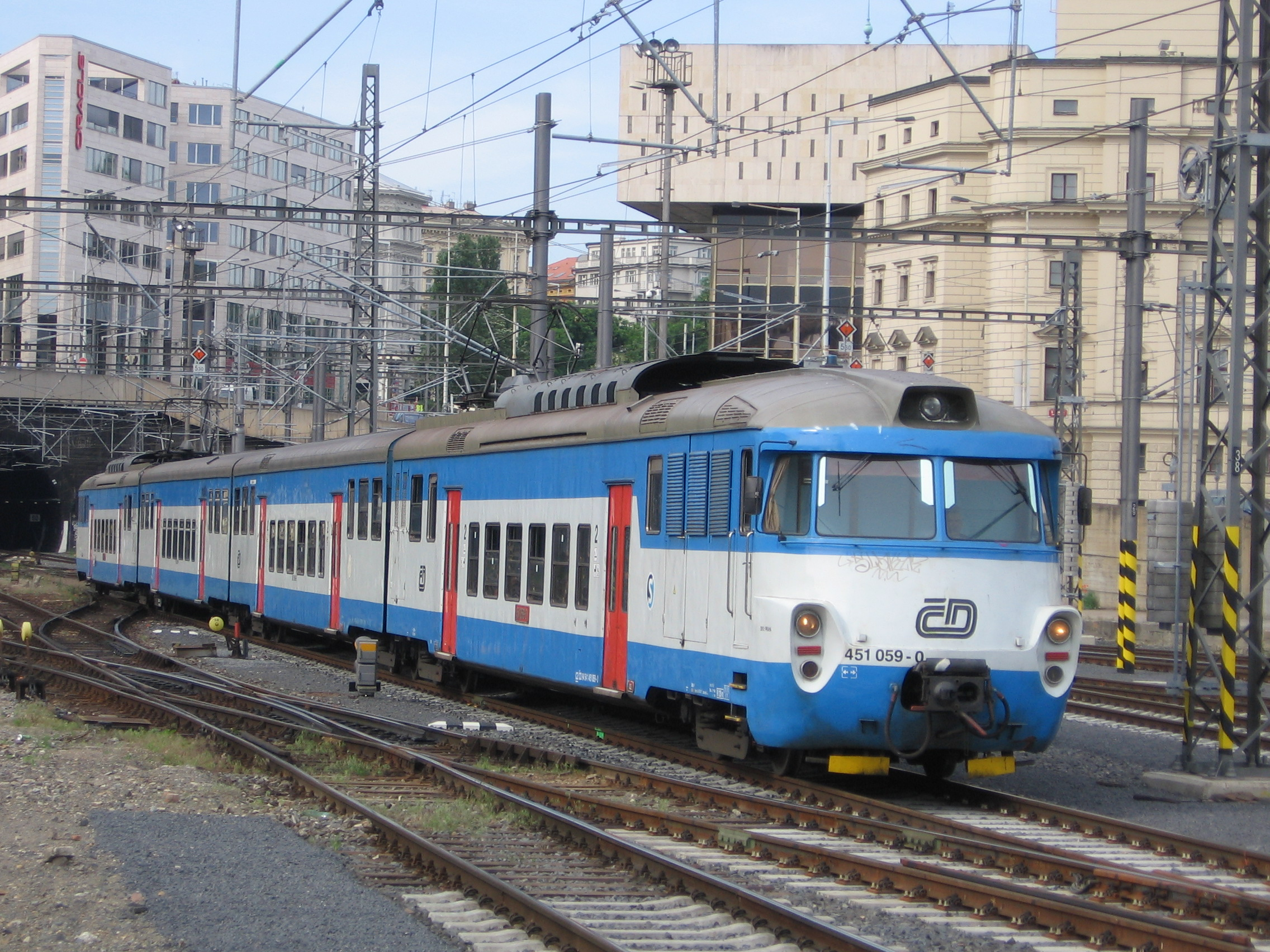
EM 475.059

### Wagen
Im Museum sind mehrere Güterwagen ausgestellt. Ebenso zählen restaurierte zweiachsige und vierachsige Personenwagen zählen zum Bestand.
- Auflistung der in Luzna stationierten Wagen der unterschiedlichsten Gattungen[10][11][12][13][14]

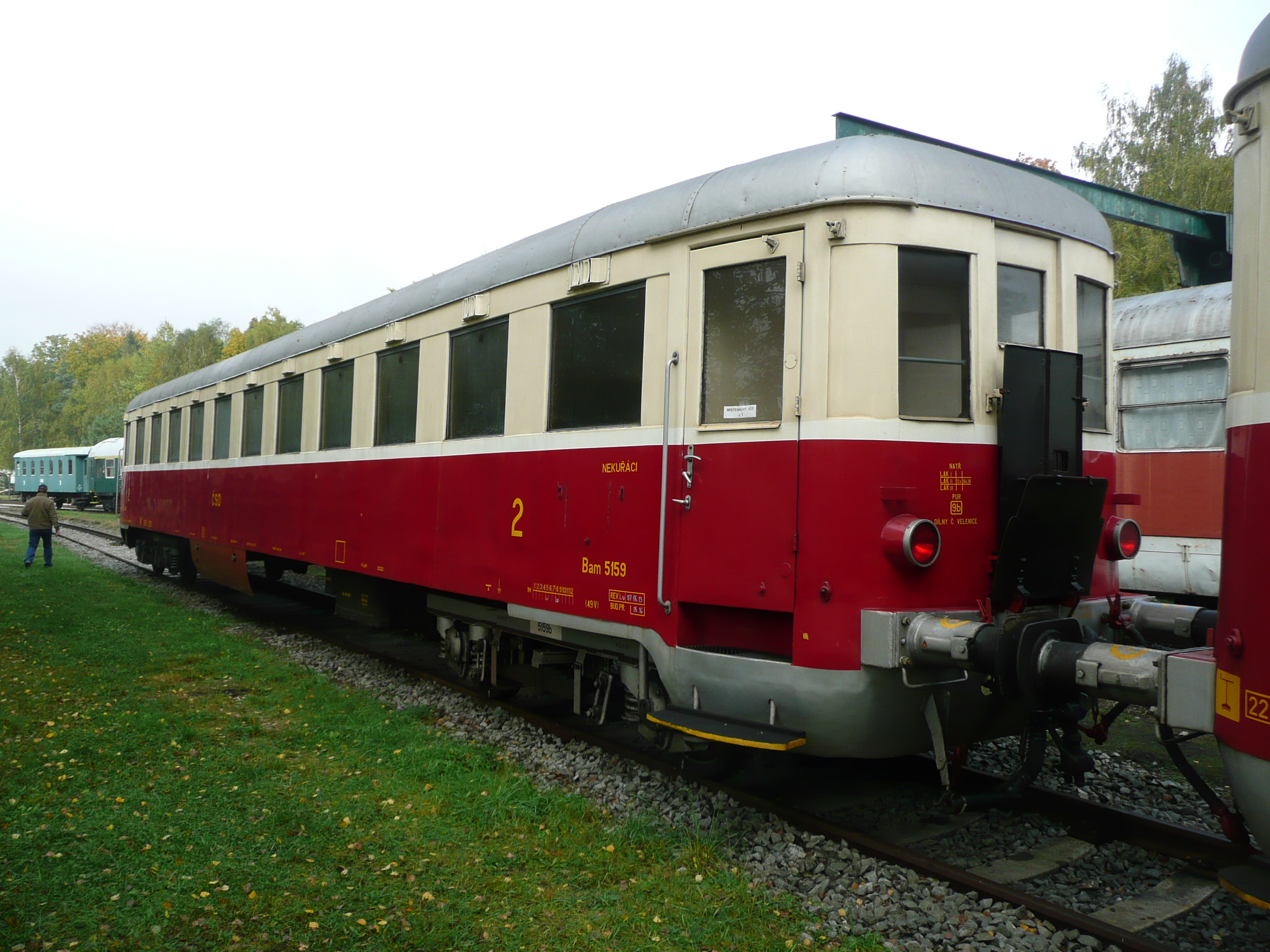
Historischer Beiwagen für Triebwagensonderzüge
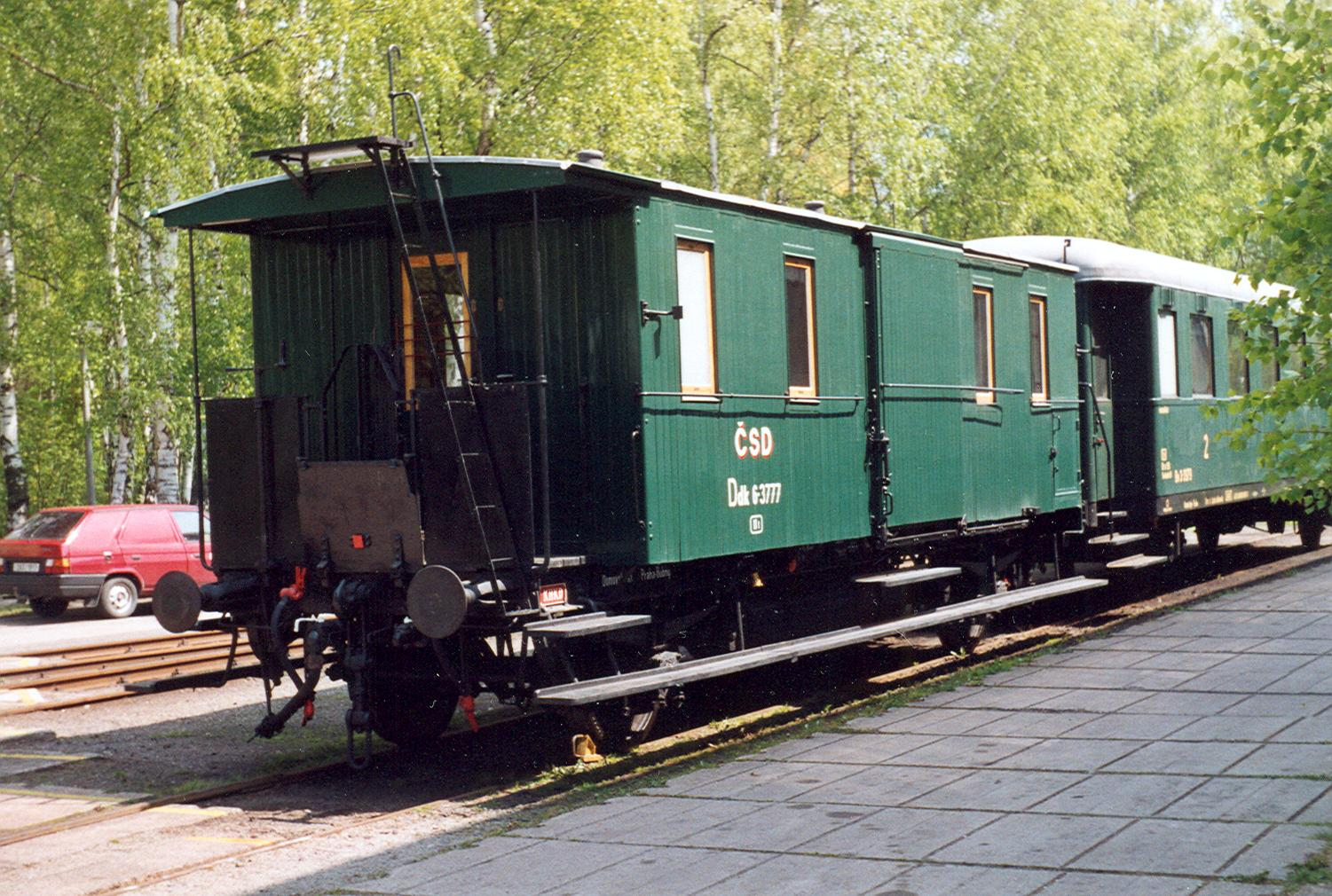
Zweiachsiger Packwagen
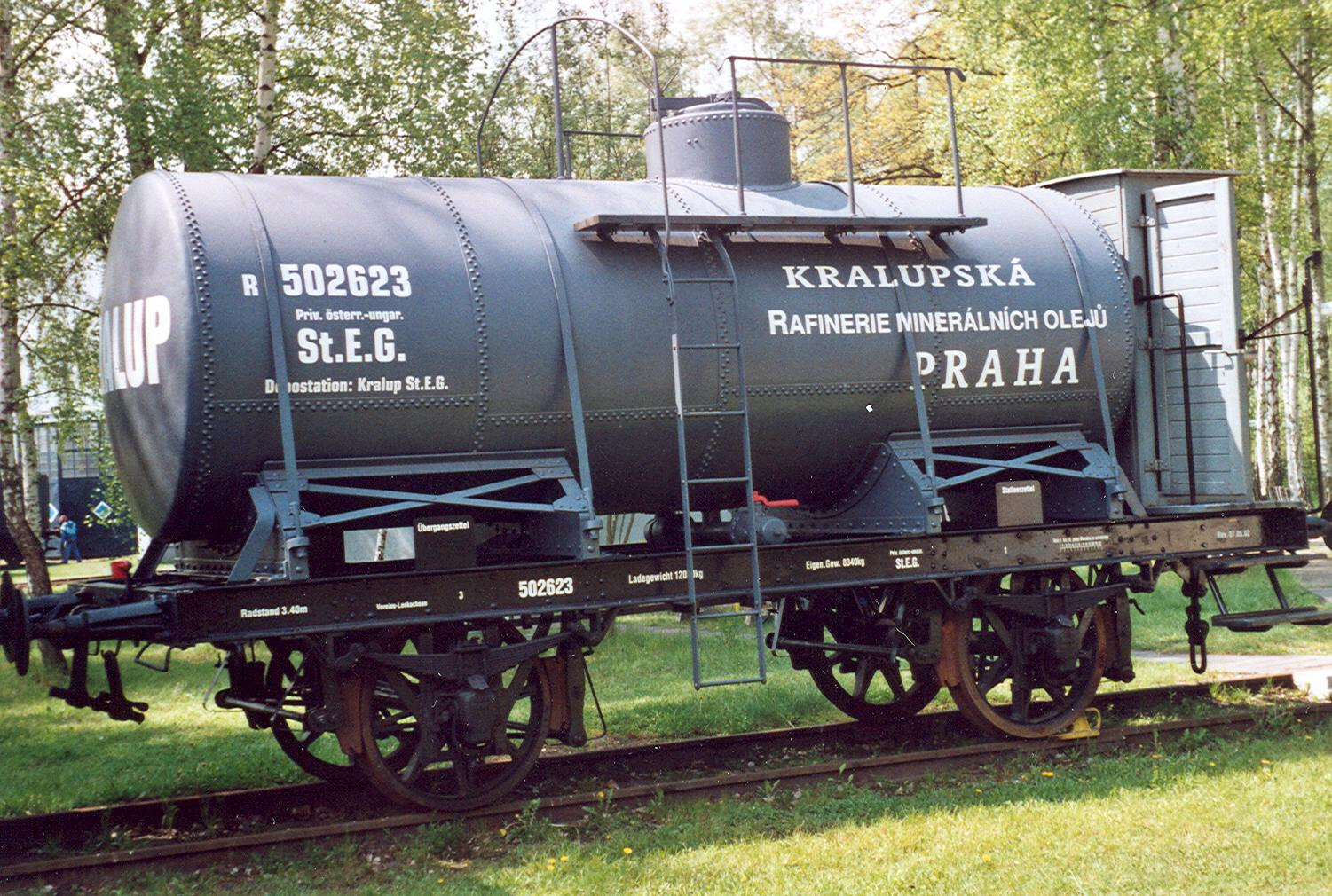
Kesselwagen der StEG
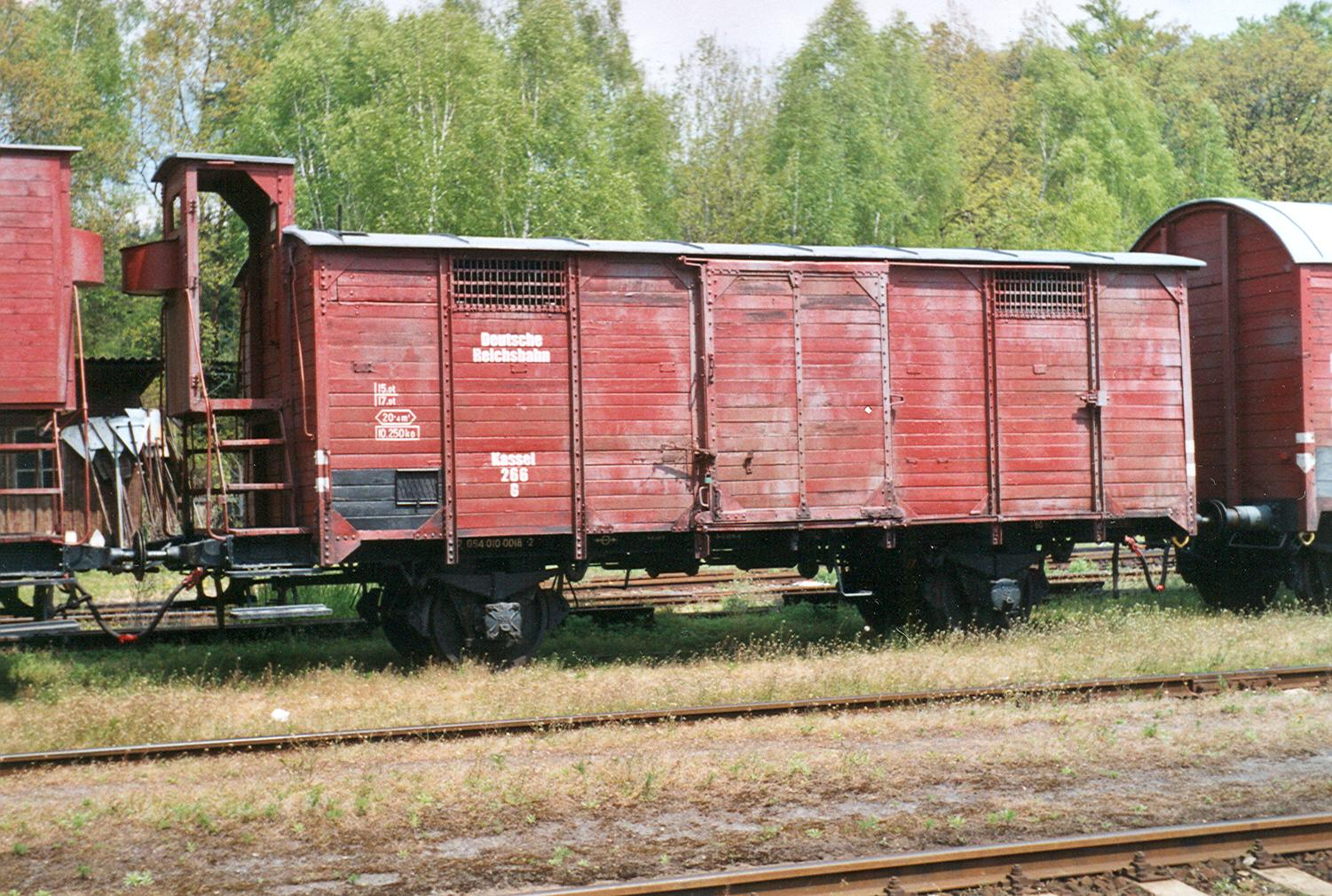
Zweiachsiger Güterwagen der Deutschen Reichsbahn

### Modelleisenbahnen und andere Sehenswürdigkeiten
Auf dem Außengelände befindet sich ein Gleisoval von einer Feldbahn mit 800 mm Spurweite (Bahn). Außerdem werden einige Fahrzeugmodelle in Vitrinen ausgestellt. Eine Fotoausstellung über die Geschichte der Buschtěhrader Eisenbahn ergänzt die Exponate, ebenso ist historische Eisenbahnsicherungstechnik vorhanden.